# 中国国家博物馆
中国国家博物馆，简称国家博物馆或国博，位于中华人民共和国北京市东城区东长安街16号、天安门广场东侧。总建筑面积近20万平方米，藏品数量140余万件，展厅数量48个，是世界上单体建筑面积最大的博物馆，是中华文物收藏量最丰富的博物馆之一。
中国国家博物馆现有藏品数量140万余件，涵盖古代文物、近现代文物、图书古籍善本、艺术品等多种门类。其中，古代文物藏品81.5万件（套），近现代文物藏品34万件（套），图书古籍善本24万余件（册），共有一级文物近6000件（套）。其展览包括基本陈列、专题展览、临时展览三大系列，构成涵盖主题展览、基本陈列、专题展览、临时展览的立体化展览体系。其中，“古代中国”、“复兴之路”和“复兴之路新时代部分”为国家博物馆的基本陈列。2012年国家博物馆观众接待量高达537万人次，2016年达到755万人次。

## 沿革

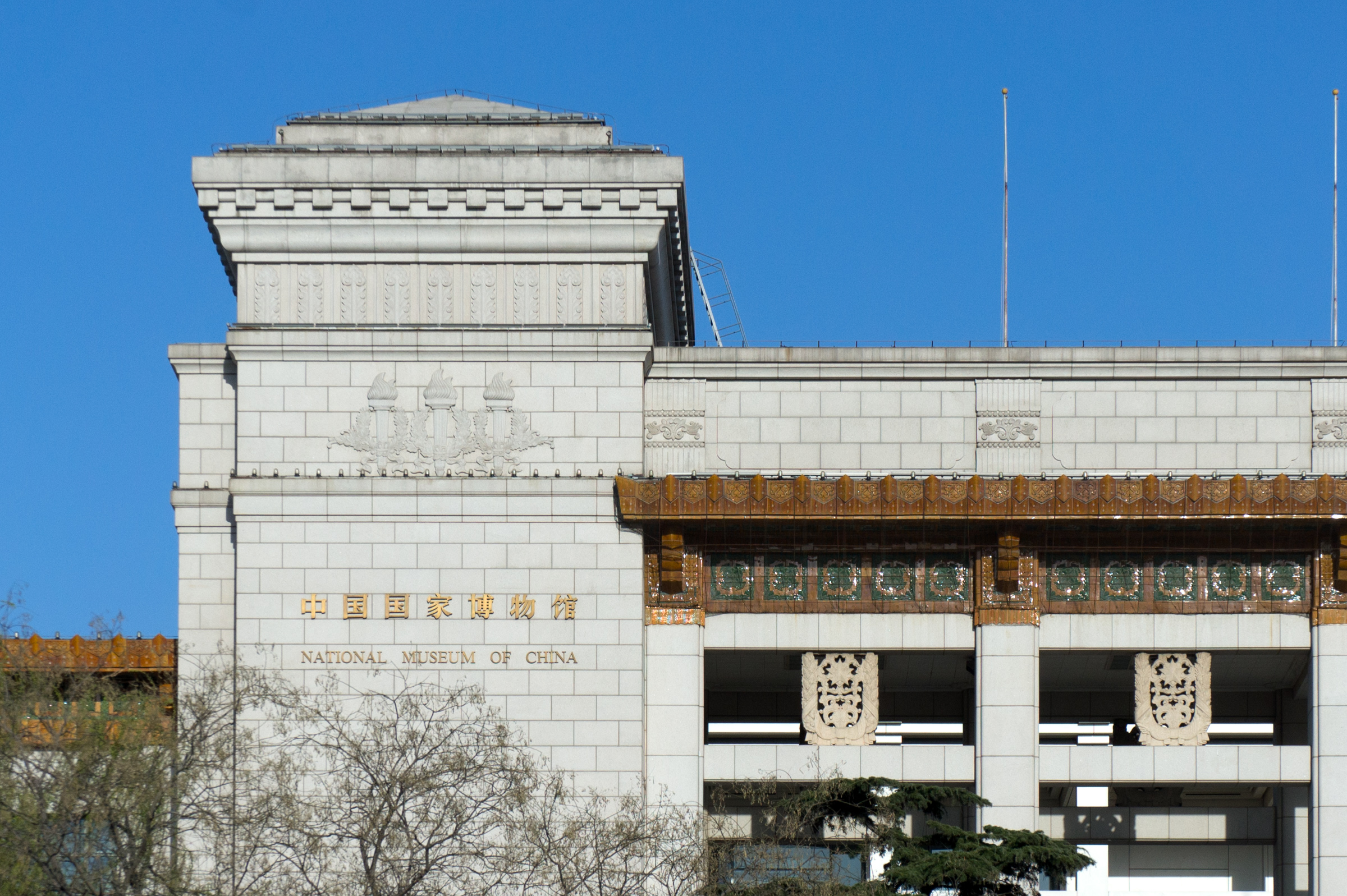
国家博物馆正门一角

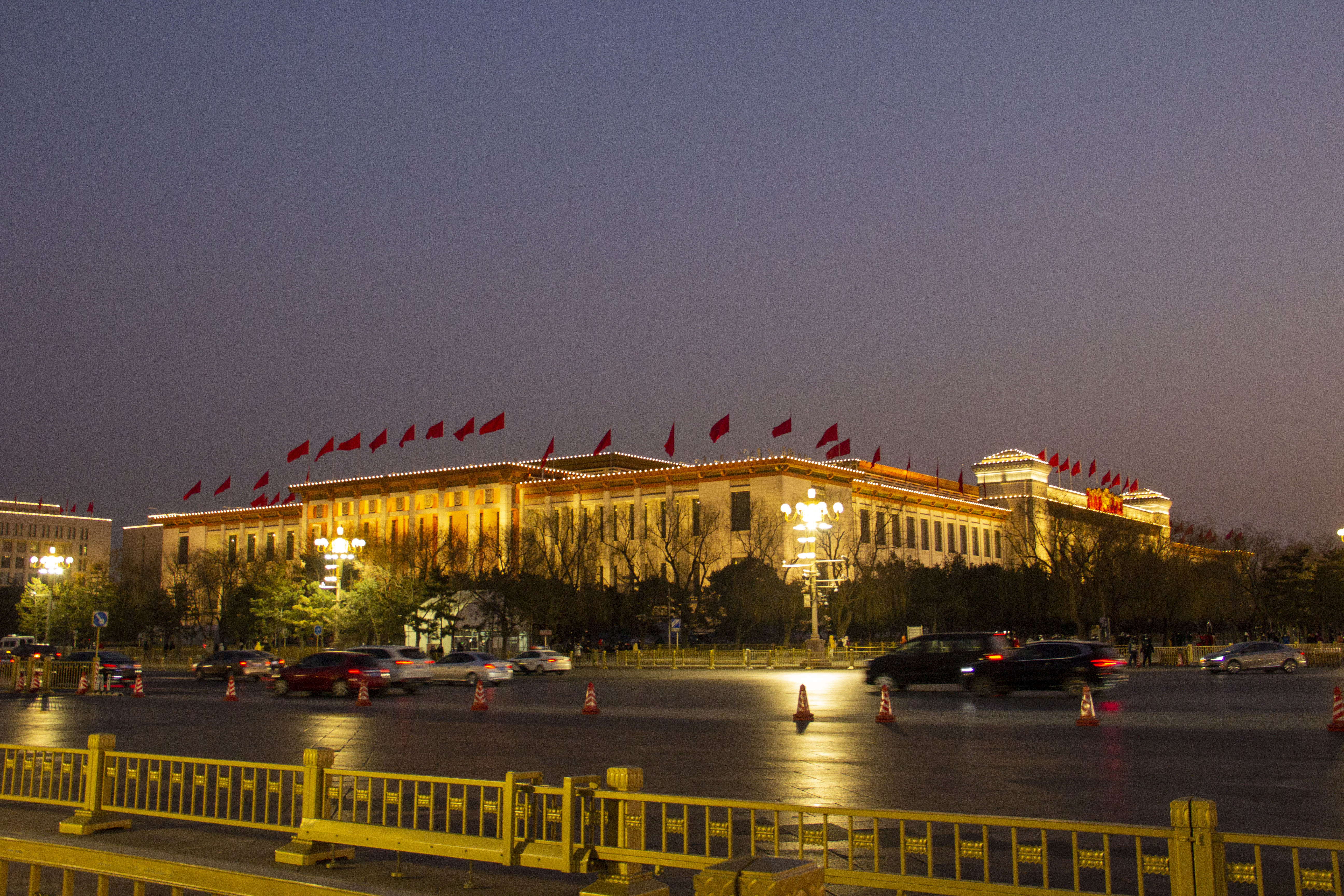
傍晚的国家博物馆。

- 1912年7月9日中華民國教育部於國子監設立的國立歷史博物館籌備處。1917年，教育部決議將紫禁城端門至午門一帶劃為國立歷史博物館館址。1918年7月遷入，並將午門正樓、雁翅樓及四角亭闢為10個陳列室，東西廡各三間為辦公室，東西朝房為儲藏室，總計館舍150餘間，文物五萬餘件。1924年8月1日在正式對外公開展覽。1926年定名為國立歷史博物館。1949年10月1日中華人民共和國建國後，改为國立北京歷史博物館，隸屬中央人民政府文化部。
- 中國革命博物館的前身為1950年3月成立的中央革命博物馆筹备处。
- 1958年10月，中共中央宣传部和文化部党组成立“中国革命博物馆、中国历史博物馆筹建小组”，负责两馆的筹建工作。
- 1959年8月31日，新馆大楼落成，成为建国十周年十大建筑之一，由两馆共同使用。10月1日，“中国通史陈列”公开预展。
- 1960年8月，北京历史博物馆正式更名为中国历史博物馆，中央革命博物馆正式更名为中国革命博物馆。
- 1961年7月1日，中国历史博物馆和中国革命博物馆正式对外开放。
- 1969年9月，中国革命博物馆和中国历史博物馆合并，称中国革命历史博物馆。1983年初，两馆恢复独立建制。
- 2003年2月28日兩館再次合併，成立中国国家博物馆。國博當時总面积65,000多平方米，中央部分和两翼的中部是十二根巨型方柱式的门廊。穿过门廊，走进中央大厅，整个建筑分成互相对称的南北两部分。
- 中國國家博物館從2007年1月31日起閉館進行擴建，設計方案於2007年春節公佈。工程於2007年4月開始至2010年3月1日完工，歷時3年，投資25億人民幣[6]。建筑面积由6.5万平方公尺增加到19.19万平方公尺，使得該館成為世界上单体建筑面積最大的博物館，展廳數量為48個，設有“古代中國”、“復興之路”兩個主要的基本陳列，設有十餘個各藝術門類的專題展覽及國際交流展覽。
- 2010年2月11日，国家文物局将中国文物信息咨询中心代管的约40万件文物移交中国国家博物馆，其中包括佛像2万余件，玉器8万余件，瓷器20余万件，书画、杂项10余万件，至此国博藏品数量突破100万件。
- 2011年1月11日，為“弘揚和體現中華優秀傳統文化”，一座總高為9.5米的孔子青銅雕像在國家博物館北廣場落成，天安門地區又添文化新地標。4月20日，國家博物館北門外廣場的孔子塑像遷入國家博物館雕塑園。
- 2011年3月，中国国家博物馆新馆开放，此后试运营一年举办50余个展览，接待国内外观众410多万人次。
- 2012年7月9日，中国国家博物馆建馆100周年纪念大会在国博剧场举行。
- 2012年，“中国革命历史博物馆”被列为北京市东城区普查登记文物。
- 2012年11月15日，中国国家博物馆被国家文物局核定为第二批国家一级博物馆[7]。
- 2013年1月1日，中央电视台科教频道播出6集纪录片《国脉——中国国家博物馆100年》。
- 2018年3月起，国家博物馆取消纸质门票，观众持身份证即可直接进入参观，该年的观众总数达到创纪录的861万人次[8]。
- 2019年4月起，国家博物馆为提高观展体验开始施行全员分时段预约参观，主动控制参观人数，每天预约人数限定为3万人。该年的观众总数回落到739万人次。[9]
- 2020年，因新冠肺炎疫情，国家博物馆自年1月25日（正月初一）起闭馆，于同年5月1日起错峰限流预约开放。观众须按预约时段自北门西侧经消毒通道入馆接受安检并全程正确佩戴口罩且与他人保持1.5米以上距离[10]。
- 2023年7月22日，中國國家博物館表示，未经批准，禁止进行商拍、自媒体直播。[11]
- 2024年7月27日，包括國家博物館馆舍建筑在內的天安门广场建筑群作为「北京中轴线——中国理想都城秩序的杰作」的组成部分，入選世界遗产[12]。

## 展览

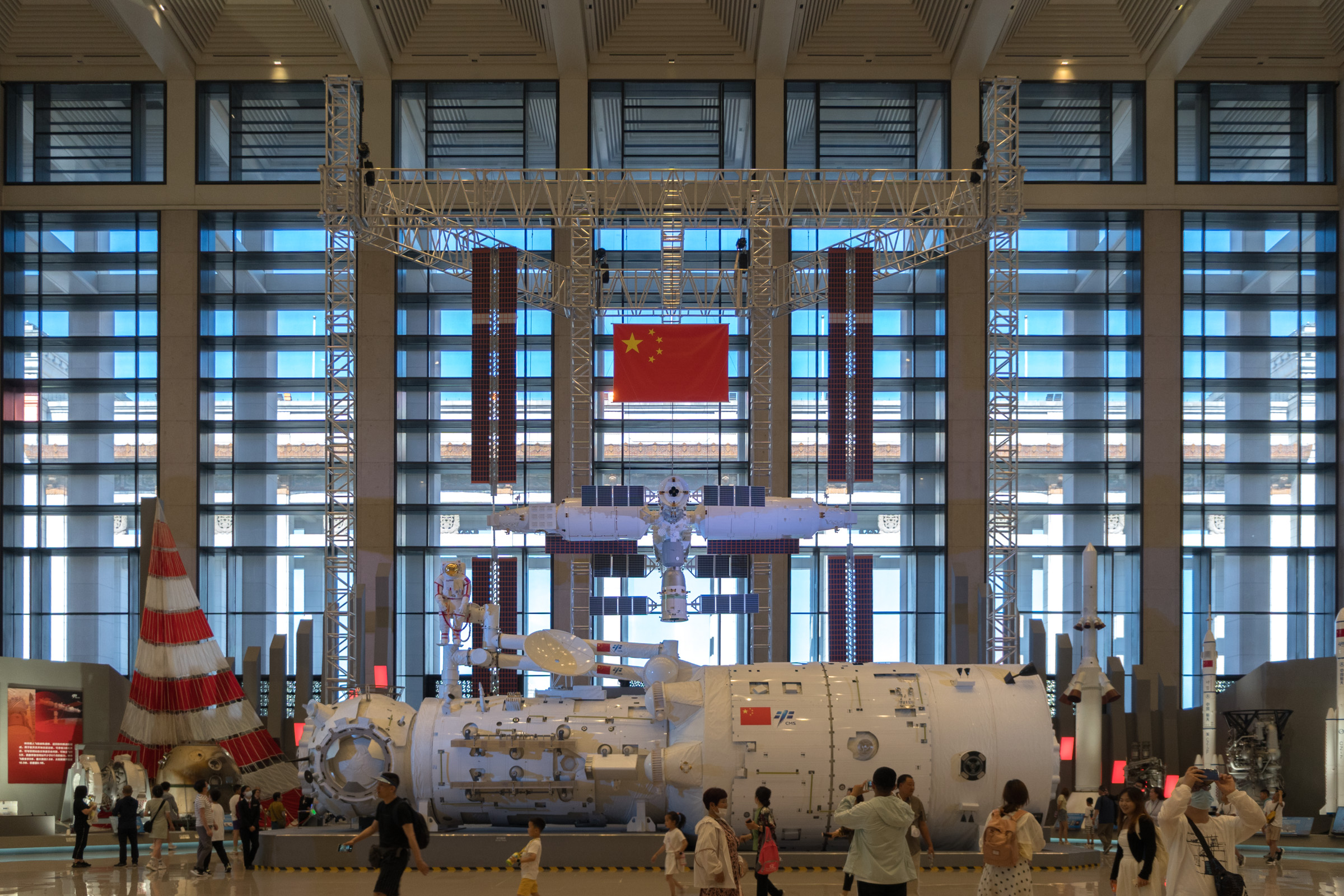
2023年在国家博物馆西大厅举办的中国载人航天工程30年成就展

中国国家博物馆常年推出十余个常设和临时性展览，既关注中国古代和近现代的发展，也尝试成为世界文明的展示窗口。
- 基本陈列：固定长期展出，包括“古代中国”、“复兴之路”、“复兴之路·新时代部分”。
- 专题展览：展出时间较长，可长达数年，但不完全固定。当前（2023年7月）开设中的包括“中国古代瓷器展”、“中国古代钱币展”、“中国古代佛造像展”、“中国古代服饰文化展”、“中国古代书画”、“中国古代铜镜文化”、“屹立东方——馆藏经典美术作品展”、“数说犀尊”、“科技的力量”、“新中国首座大型低速回流风洞”。过去曾经开设过的有：“中国古代青铜器艺术”、“中国古代玉器艺术”、“小品大艺：明清扇面艺术展”、“馆藏非洲雕刻艺术精品展”、“友好往来，历史见证：党和国家领导人外交活动受赠礼品展”、“中国国家博物馆建筑设计展”、“百年国博：中国国家博物馆百年简史与成果展”。
- 国家博物馆还不定期推出各种特展、临展、海外交流展，如：“道法自然——大都会艺术博物馆精品展”、“佛罗伦萨与文艺复兴——名家名作展”、“交融汇聚——新疆精品历史文物展”、“心影传神——乌菲齐美术馆藏大师自画像展”、“中国古代饮食文化展”、“逐梦寰宇问苍穹——中国载人航天工程30年成就展”。

### 古代中国
“古代中国”基本陈列是原中国历史博物馆“中国通史”陈列的最新发展，是国家博物馆的基本陈列，占据整个地下一层展厅。每逢开放日9:15、9:45、14:00、14:30有免费讲解，每场2小时，集合地点在北侧序厅。
“古代中国”基本陈列展出文物2026件，包括国家一级文物521件。陈列以王朝更替为脉络，以珍贵文物为核心，展现中华文明绵延不绝的发展特点，展示各族人民共同缔造多民族国家的历史进程。陈列分为远古时期、夏商西周时期、春秋战国时期、秦汉时期、三国两晋南北朝时期、隋唐五代时期、辽宋夏金元时期、明清时期八个部分。各部分介绍与重要展品如下：

#### 远古时期
观众可以看到元谋人、北京人、山顶洞人等旧石器时代人类的文物与复制品。打制石器、猎物残骸、用火痕迹、骨针、兽牙贝壳装饰品反映当时的生产生活内容与审美情趣。从八千年前的稻谷到六千年前的母系氏族村落模型则表现了新石器时代的发展，农耕技术的提高催生了手工业、文字、文化艺术和宗教，社会开始发生分化。

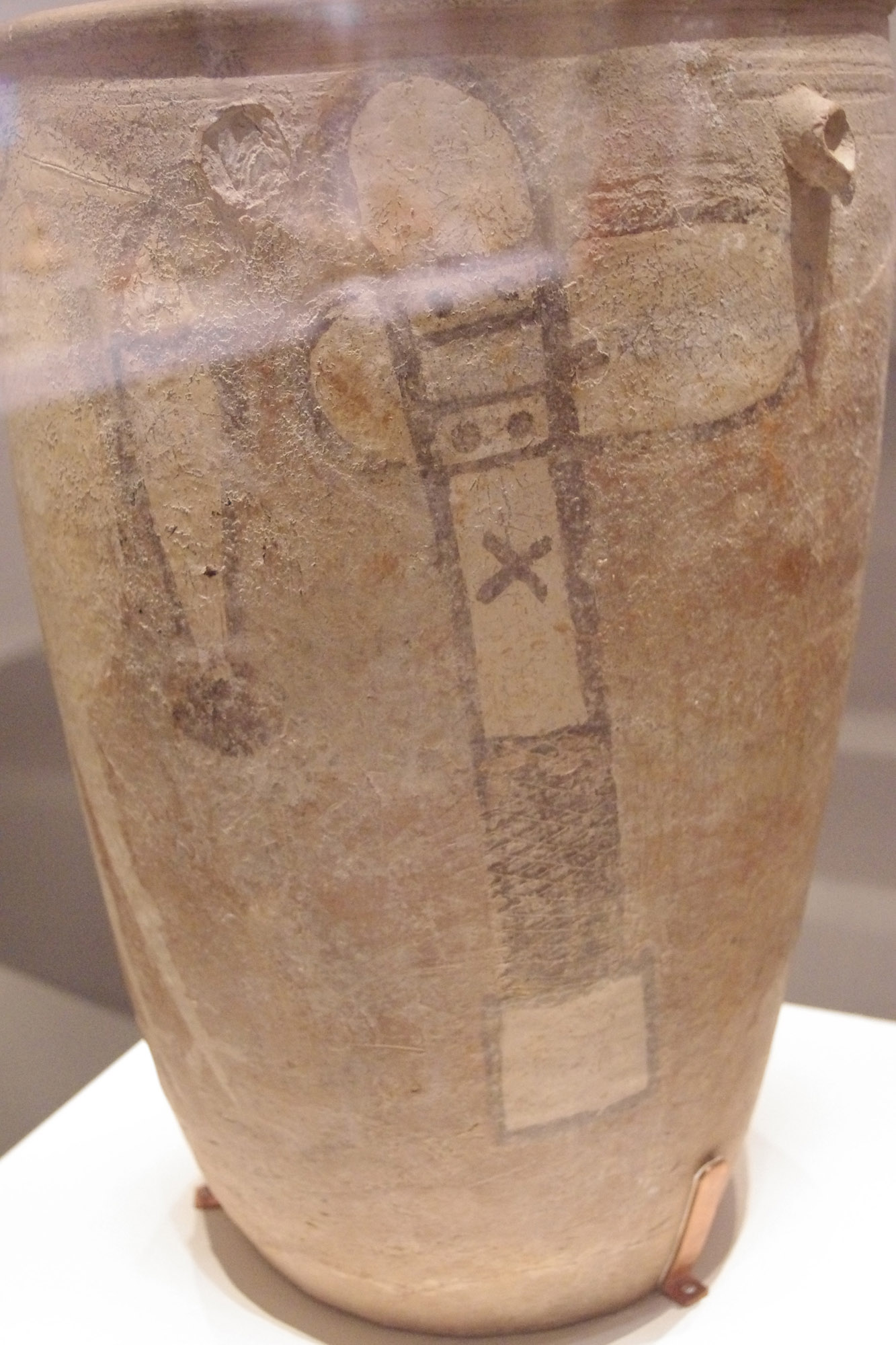
彩绘鹳鱼石斧图陶缸（仰韶文化）

- 石磨盘、石磨棒：裴李岗文化。中国迄今发现最早的粮食加工工具，距今已有8000年历史。
- 陶鹰鼎：仰韶文化。生动塑造了一只雄鹰的形象，是原始艺术与实用功能完美结合的典范，是罕见的远古陶塑精品，被国家文物局认定为禁止出国（境）展览文物。
- 人面鱼纹彩陶盆：仰韶文化。人面纹饰精美神秘，可能与原始宗教有关，享誉海内外，被《中国文物定级图典（一级品·上卷）》列为一级甲等文物。
- 彩绘鹳鱼石斧图陶缸：仰韶文化。生动表现一鹳一鱼一石斧的形象，是中国画“没骨”画法的最早实例，被国家文物局认定为禁止出国（境）展览文物。
- 船形彩陶壶：仰韶文化。将陶壶塑造成船形并绘以网纹，造型罕见，是原始渔猎生活的珍贵例证，被《中国文物定级图典（一级品·上卷）》列为一级甲等文物。
- 涡纹四系彩陶罐：马家窑文化。生动描绘了黄河滔滔的形象，纹饰精美，保存完整，是古代彩陶艺术的代表，被《中国文物定级图典（一级品·上卷）》列为一级甲等文物。
- 裸体浮雕彩陶壶：马家窑文化。壶上堆塑裸体人像，为男女两性复合体，对研究原始宗教有重要意义，被《中国文物定级图典（一级品·上卷）》列为一级甲等文物。
- 玉琮：良渚文化。长十九节，是国内所见节数最多的玉琮。
- 玉龙：红山文化。是迄今所见最早的玉龙形象之一，是存世四件红山玉龙中唯一的碧玉制品，有“中华第一龙”之美誉，被《中国文物定级图典（一级品·上卷）》列为一级甲等文物。
- 骨笛：裴李岗文化。能演奏完整的四至七声音阶，是中国最早的乐器实物，距今已有8000年历史。
- 舞蹈纹彩陶盆：马家窑文化。表现氏族成员手拉手跳舞的情景，再现了先民们重大活动的热烈场面。
- 刻画符号陶尊：大汶口文化。陶尊上的符号仿佛一座山上矗立的一株大树，被视为文字的萌芽。

#### 夏商西周时期
中国古代早期国家形态的形成与初步发展阶段。王权政治得以强化并不断完善。青铜铸造达到鼎盛，铸就了中国历史上的“青铜时代”。青铜铭文与甲骨文表明汉字已经发展到成熟阶段。西周统治者推行礼制，重在彰显、维护等级秩序，对后世产生了深远影响。

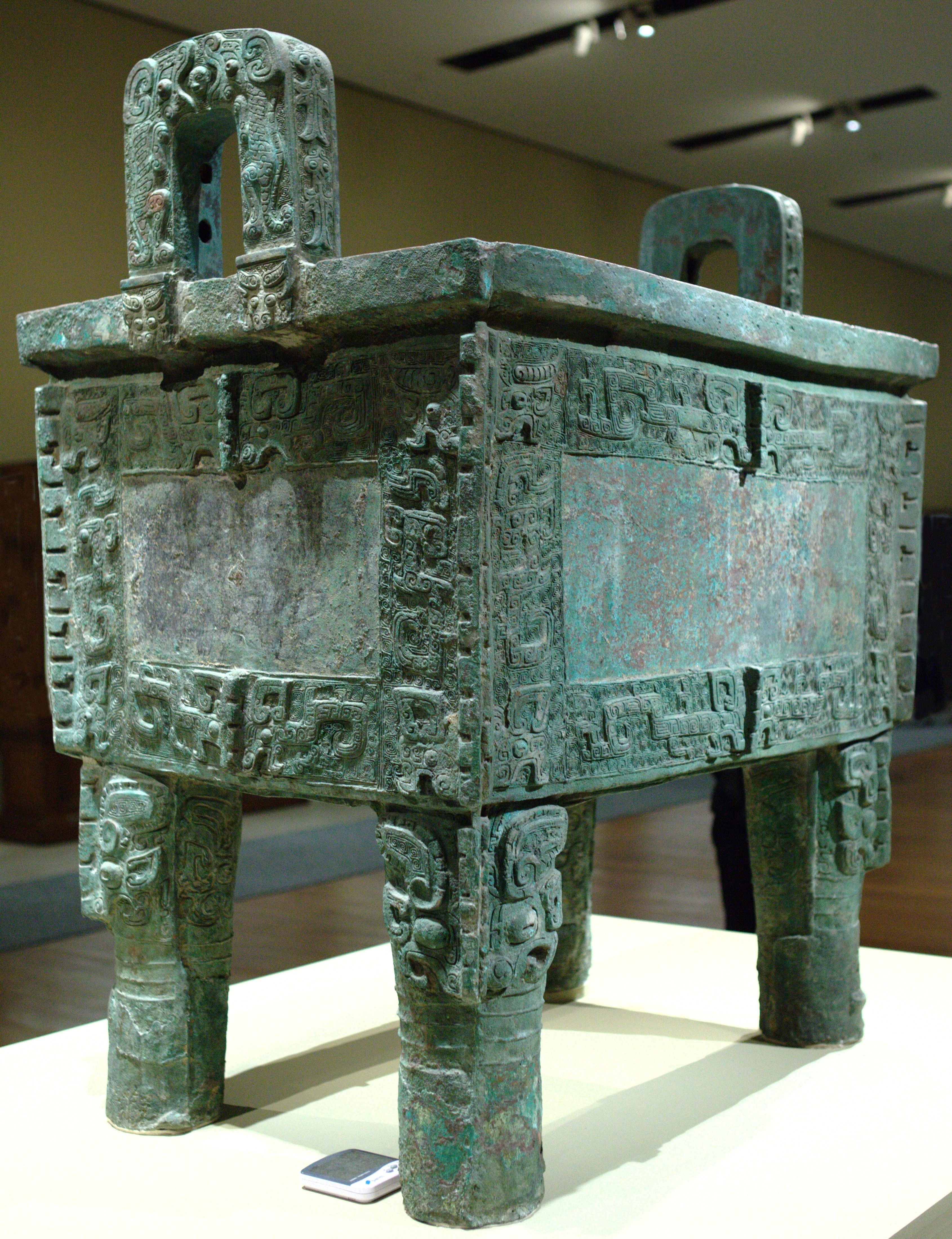
司母戊鼎（商）

妇好鸮尊（商）

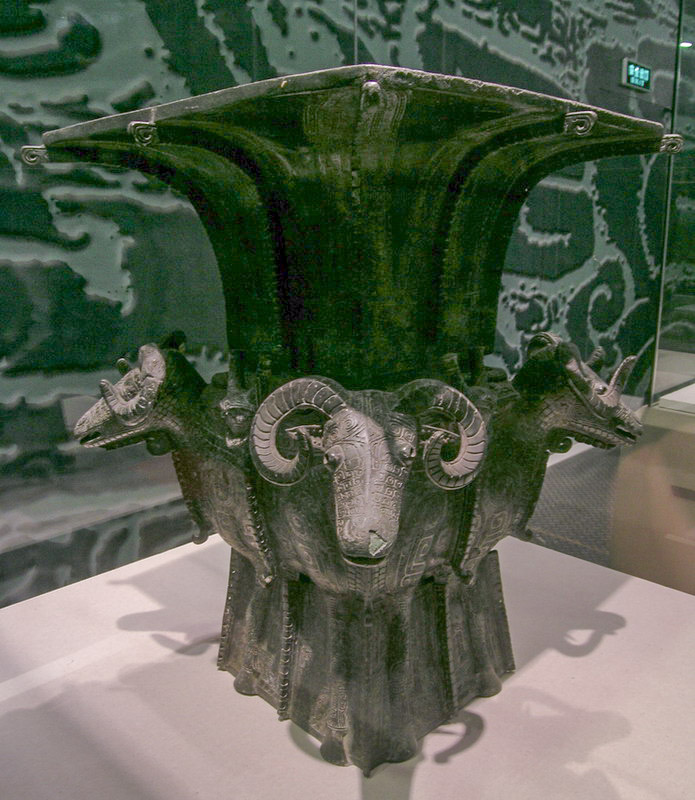
四羊方尊（商）

- 青铜爵：二里头文化（夏代）。目前所知中国最早的青铜容器之一，为商周青铜铸造的鼎盛奠定了基础。
- 青铜镜：齐家文化。目前所知时代较早的青铜镜之一，奠定了中国古代青铜镜的基本形制。
- 乳钉纹青铜方鼎：商代。目前所见商代前期体积最大的青铜器，证明其出土地郑州曾是商代都城。
- 妇好三联甗、妇好鸮尊、妇好偶方彝、后母辛觥：皆出自商王武丁时期的妇好墓。造型前所未见，华美瑰丽，前三件被《中国文物定级图典（一级品·上卷）》列为一级甲等文物。
- 司母戊鼎：商代。出土自河南安阳殷墟，是商王祖庚或祖甲为祭祀其母所铸。系已出土的最大商代青铜器。
- 龙虎纹青铜尊：商代。纹饰繁缛华美，集线雕、浮雕技法于一身，反映了商文化对淮夷部落的影响，被《中国文物定级图典（一级品·上卷）》列为一级甲等文物。
- 四羊方尊：商代。可能是三苗部落受商文化影响的产物，羊首造型独树一格，分铸技艺复杂，蜚声海内外，被《中国文物定级图典（一级品·上卷）》列为一级甲等文物。
- 作册般青铜鼋：商代。罕见的以鼋为原型的青铜器，为研究商周时期射礼提供了重要依据。
- 利簋：西周。迄今所见最早的西周青铜器，准确记录牧野之战的日期，与《尚书》等史籍相印证，被国家文物局认定为禁止出国（境）展览文物。
- 宜侯夨簋：西周。可能是吴国立国初期的见证物，是研究西周分封制度的重要资料，被《中国文物定级图典（一级品·上卷）》列为一级甲等文物。
- 禹鼎：西周。西周晚期青铜器断代的标准器，铭文是反映西周与南淮夷、东夷之间关系与西周军制的重要史料，被《中国文物定级图典（一级品·上卷）》列为一级甲等文物。
- 虢季子白盘：西周。迄今所见商周时期最大的水器，铭文通篇有韵，内容与《诗经》相印证，是研究西周战争史、民族史与中国文学史的重要实物。被国家文物局认定为禁止出国（境）展览文物。
- 玉凤、双性玉人、柄形跪坐式人玉佩、青玉簋：皆出自商王武丁时期的妇好墓。前三件被《中国文物定级图典（一级品·上卷）》列为一级甲等文物。玉凤造型优美，可能是迄今所见最早的玉凤实物。双性玉人是罕见的双面直立两性玉人像。柄形跪坐式人玉佩真实反映了商人的发饰、服饰与生活习俗。青玉簋是迄今所见最早的玉簋之一，也是仅有的两件商代玉簋之一。
- 刻干支表牛骨：商代。干支纪日法的物证，干支纪日法是世界上使用时间最长的纪日法。
- 荒帷印痕：西周。罩在周代高级贵族棺木外的刺绣织物所留下的痕迹，是中国考古发现的时代最早、保存最好、面积最大的墓内装饰图案实物。

#### 春秋战国时期
西周以来的礼制分崩离析，社会结构发生根本性变化，学术思想百花齐放，民族间相互融合，华夏民族主体形成，整个社会在征战兼并中逐步走向统一。

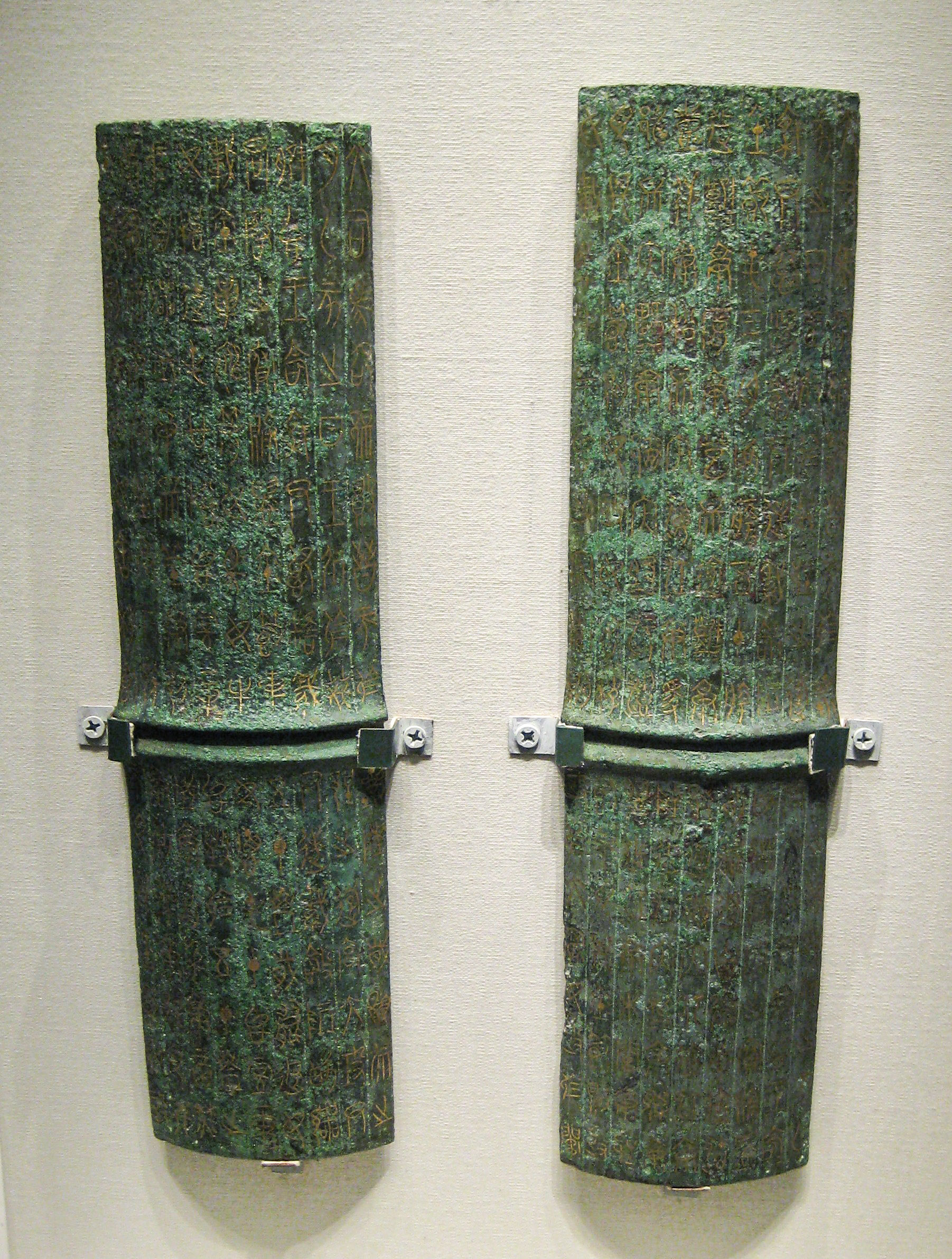
鄂君启节（战国）

- 王子午鼎：春秋楚国。器身上的龙形怪兽饰物是中国最早的失蜡法实例之一，在长篇铭文中使用鸟篆体也十分罕见，因此被誉为楚式鼎之冠，被《中国文物定级图典（一级品·上卷）》列为一级甲等文物。
- 吴王夫差鉴：春秋吴国，器主为一代名主吴王夫差，因在山西出土，是研究吴晋关系的重要资料，被《中国文物定级图典（一级品·上卷）》列为一级甲等文物。
- 朱绘陶兽耳方壶：春秋燕国，造型与纹饰均仿青铜器，以陶土为材质极为少见，被《中国文物定级图典（一级品·上卷）》列为一级甲等文物。
- 三轮青铜盘：春秋。迄今仅见的三轮盘，极富东夷或吴人地方特色，被《中国文物定级图典（一级品·上卷）》列为一级甲等文物。
- 曾侯乙盥缶：战国曾国。迄今所见东周时期最大、最重的酒器，被《中国文物定级图典（一级品·上卷）》列为一级甲等文物。
- 曾侯乙青铜冰鉴：战国曾国。由一方鉴和一方尊缶组成，用来冰酒，堪称世界最早的冰箱之一。
- 栾书缶：战国楚国。中国早期铜器错金银技艺的代表，被《中国文物定级图典（一级品·上卷）》列为一级甲等文物。
- 鄂君启节：战国楚国。楚怀王办给鄂君启的水路运输免税通行凭证，这种青铜节迄今为止仅此一例，被《中国文物定级图典（一级品·上卷）》列为一级甲等文物。
- 狼噬牛纹金牌饰：战国。狼噬牛纹是典型的中亚草原风格，牌饰的对称布局又是中原特点，体现了文化的交汇创新。

#### 秦汉时期

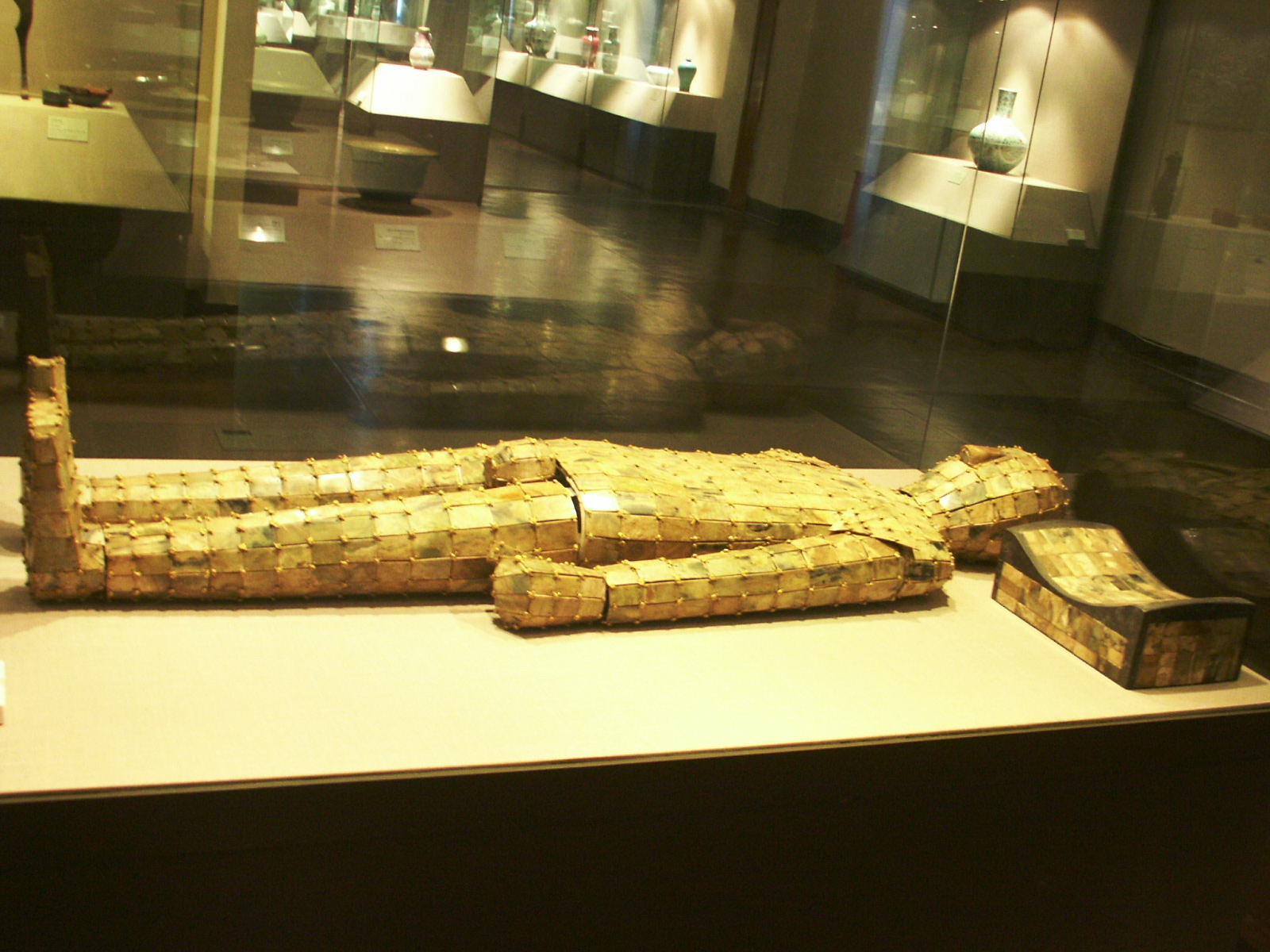
中山怀王刘修的金缕玉柙（西汉）

击鼓说唱俑（东汉）

中国进入大一统时代。琅琊刻石、阳陵铜虎符、秦兵马俑等文物表明秦始皇创建了中国历史上第一个统一多民族中央集权国家，汉兵马俑、绿釉陶楼、五铢钱纹铜鼓、扶风纸等则展示了西汉的强盛、东汉豪强势力的扩张、各民族联系的加强、中外交流的空前发展以及科学文化的辉煌成就。
- 琅琊刻石：秦代。秦始皇曾东巡留下刻石七处，现仅存两处，琅琊刻石为其一，是秦皇统一功绩的珍贵例证，石上小篆文相传为李斯所书。
- 杨家湾彩绘陶兵马俑：西汉。陶俑描绘精、数量多、配套全、品种繁新、步武严整，为汉代出土文物所罕见。
- 金缕玉柙：西汉。又名金缕玉衣，主人为中山怀王刘修，使用玉片1203枚，金丝2567克。
- 彩绘雁鱼青铜釭灯：西汉。大雁衔鱼形象生动，灯具拆卸方便，兼具美观与实用性。
- 错金银云纹青铜犀尊：西汉。犀牛形象逼真，通体装饰细如游丝的错金银云纹，熠熠生辉，华美无比，被《中国文物定级图典（一级品·上卷）》列为一级甲等文物。
- “滇王之印”金印：史书记载汉武帝在西南滇国设郡赐印，金印的出土证明了这段史实，是中央政府与西南民族间关系的见证。
- 诅盟场面青铜贮贝器：西汉。全器塑造房屋1间、各种人物127个，生动表现了西南民族设坛立盟的风俗。
- “始建国二年”青铜镜：新莽。迄今所见最早有确切纪年的青铜镜之一。
- “国宝金匮直万”青铜钱：新莽。币值相当于黄金一斤或五铢钱一万枚，堪称中国历史上面值最大的铜钱，因未正式流通，故存世量极少。
- 陶船：东汉。精确塑造船舱、船碇、船舵等部件，是世界上已发现最早的船舵形象资料。
- 旱滩坡带字纸：东汉。出土时已碎裂，残存文字墨迹，证明当时造纸工艺已经完善，纸张不再仅仅用于包装物品，而是可以直接书写。
- 击鼓说唱俑：东汉。生动表现了俳优说唱的形象，是中国雕塑史上的杰作，被《中国文物定级图典（一级品·上卷）》列为一级甲等文物。

#### 三国两晋南北朝时期
社会动荡，政权更迭频繁。陶文武官俑、陶牛车、陶骆驼表现了民族融合的进程。青瓷与黑瓷反映了中国瓷器的新成就。社会的变革、中外文化的交融则通过《职贡图》卷、邓州南朝彩色画像砖等文物体现出来。

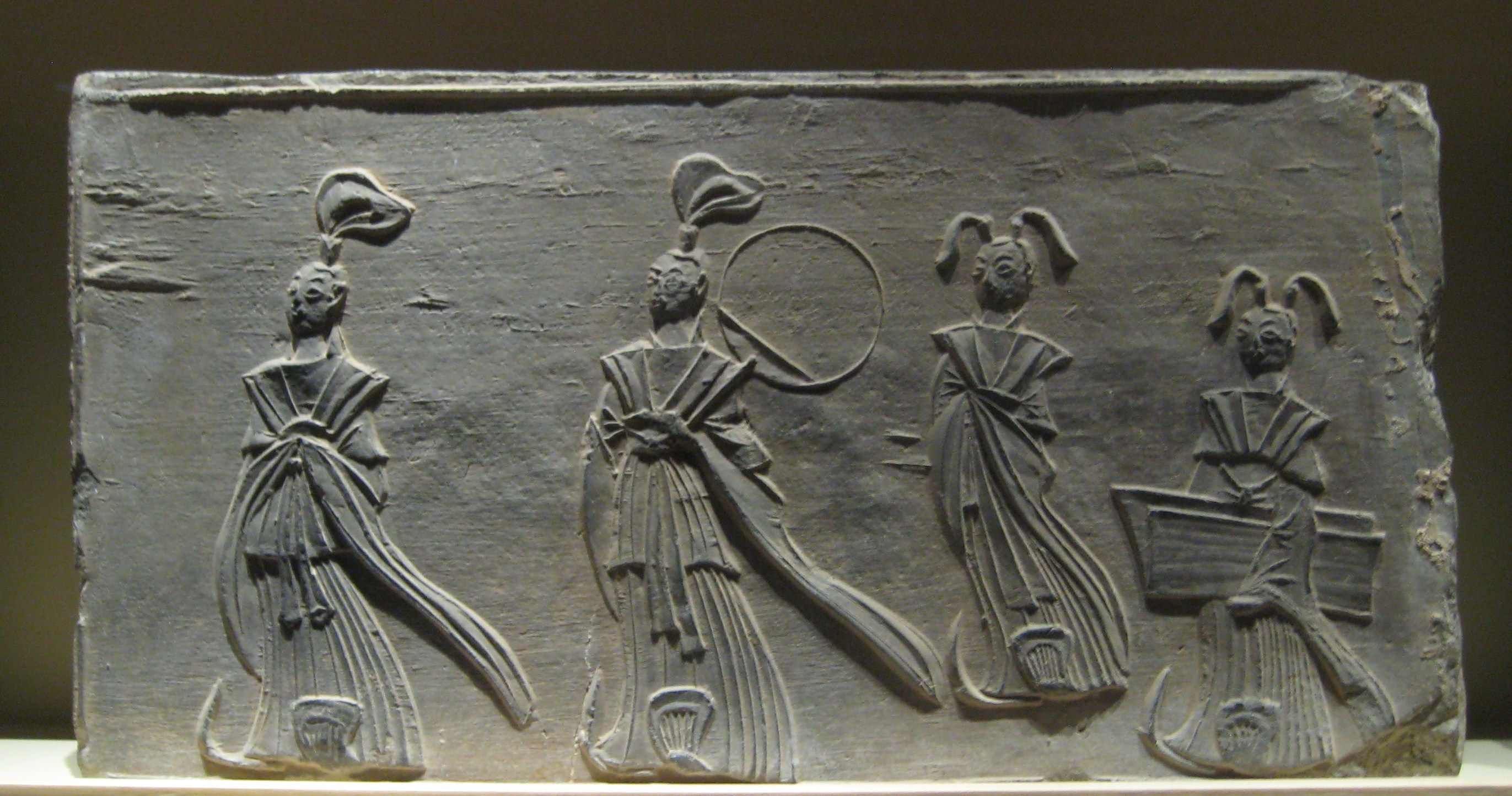
邓州南朝彩色画像砖（南朝）

- 陶院落：三国吴。如实表现了厅堂、正房、厢房、前后门、门楼、角屋等建筑，有可能是孙吴宗室特有的随葬品。
- 陶耳杯：三国魏。出土于曹植墓，墓内随葬品多为陶器，反映了这位历史名人的凄凉晚景。
- 青瓷羊形烛台：三国吴。瓷羊形体雍容，釉色匀净，色泽淡雅，是早期瓷塑精品，被《中国文物定级图典（一级品·上卷）》列为一级甲等文物。
- 青釉虎子：三国吴。铭文“赤乌十四年会稽上虞师袁宜作”详细记录了制作年代、地点和工匠，断代意义重大，被《中国文物定级图典（一级品·上卷）》列为一级甲等文物。
- 骑马陶俑：西晋。陶马一侧有三角形马镫，虽然仅供上马时使用，仍是世界上有关马镫的最早实物证据。
- 青瓷香薰：西晋。造型新颖，采用堆贴、印花、镂空等装饰手法，表现了当时的审美情趣，被《中国文物定级图典（一级品·上卷）》列为一级甲等文物。
- 青釉仰覆莲花尊：北朝。器形高大，装饰有复杂的宝相花、飞天、蟠螭、莲瓣纹，是北朝青瓷中的罕见精品，存世仅四件，被《中国文物定级图典（一级品·上卷）》列为一级甲等文物。
- 黄釉乐舞纹扁壶：北齐。图案刻画一舞者和四乐人表演胡腾舞的场景，是中原与西域文化交流的真实写照，被《中国文物定级图典（一级品·上卷）》列为一级甲等文物。
- 邓州南朝彩色画像砖：南朝。总共数十种模印画像砖表现了车马出行、孝子故事、宗教信仰等丰富内容。施彩丰富，线条流畅，全景展现当时的社会生活。
- 永固陵石券门：北朝。永固陵是著名女政治家、北魏文成帝文明皇后冯氏（冯太后）的陵墓。石券门浮雕童子、孔雀等精美图案，是北魏石雕艺术的杰作。
- 萧绎《职贡图》卷北宋摹本（复制品）：南朝。梁元帝萧绎画作的北宋摹本，描绘数十名周边民族及外国使者像，是各民族与中外交流的珍贵见证。

#### 隋唐五代时期
中国历史进入全面繁荣的新阶段。无论是隋唐前期的鼎盛局面，还是唐朝后期至五代十国的社会变革和发展转折，其宏大的格局、开放的气势、壮阔的场面，均为前代所无法比拟。当时经济得到较快发展，内地和周边民族关系更加密切，中外文化交流更加频繁，中国许多科技成就处于世界领先地位。

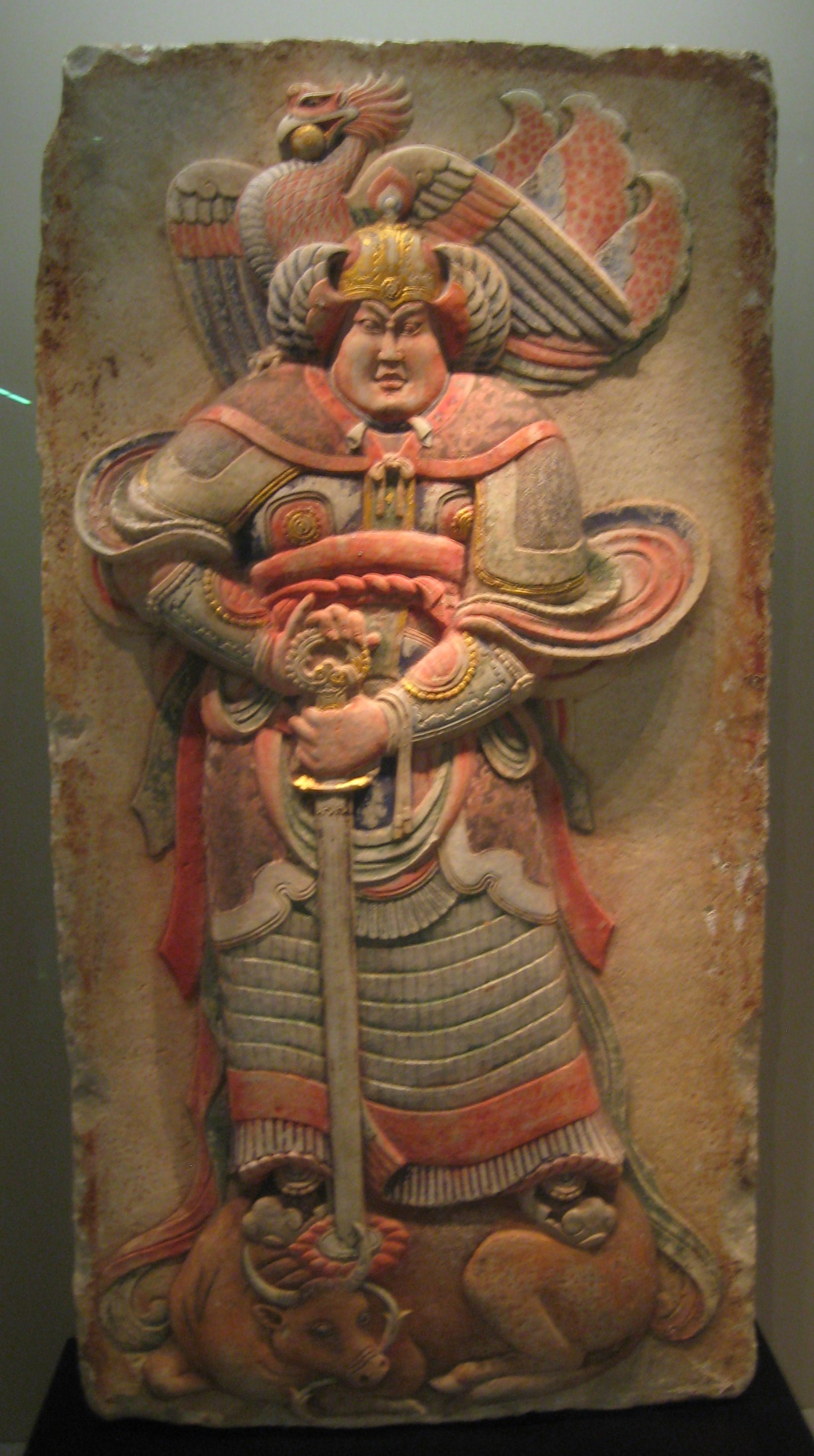
彩绘浮雕武士石刻（五代）

- 三彩骆驼载乐俑：唐代。生动塑造了一头骆驼与五名男子形象，巧妙夸张了人与驼的比例，釉色鲜明润泽，代表唐三彩的最高水平。
- 钱鏐铁券：唐代。“丹书铁券”的珍贵实物，作用相当于“免死金牌”，是中国最早也是保存至今最为完整的一件御赐铁券。
- 彩绘浮雕武士石刻：五代。造型生动，色彩艳丽，形式罕见。原物有一对武士，各肩负一青龙和凤鸟，早年被盗出国，后追回凤鸟件，美国收藏家安思远得知后将所藏青龙件捐赠国博。
- 花鸟人物螺钿青铜镜：唐代。描绘两人月下把酒、弹琴赏玩的情景，人物衣饰、禽鸟羽翼等刻画极其细致精细，是螺钿工艺的代表。
- 羽人飞凤花鸟纹金银平脱漆背铜镜：唐代。镜背密布用金银片刻成的人物花鸟等图案，是唐代金工与漆工完美结合的典型范例，是唐代平脱漆工艺的代表，被《中国文物定级图典（一级品·上卷）》列为一级甲等文物。
- 彩绘釉陶文官俑和武官俑：唐代。采用极其复杂的彩绘釉陶工艺，难度极大，历经千年仍色彩如新，被《中国文物定级图典（一级品·上卷）》列为一级甲等文物。
- 秘色瓷碗：秘色瓷是唐末五代时期仅供皇室和高级贵族使用的越窑精品瓷器，首见于陕西扶风法门寺地宫，世所罕见，极其珍贵。
- 白瓷茶具及陆羽像：五代。陪葬用茶具模型，陆羽在当时被奉为茶神，而迄今能够确认的陆羽像仅此一件。
- 安济桥石栏板：隋代。两面雕龙，造型生动，出土于中国最古老的石拱桥安济桥的桥下淤泥，应为隋代原物。
- 隋嵌珍珠宝石金项链：隋代。由28个金质球形链珠组成，每个链珠由12金环焊成，镶嵌10枚珍珠，项链下段镶嵌极品鸡血石和青金石，出土于迄今考古发掘过的等级最高的隋代墓葬李静训墓。
- 玄奘题名石佛座：唐代。高僧玄奘供养之物，出土于山西铜川玉华寺，玄奘曾在此译经并最终圆寂。

#### 辽宋夏金元时期
中国从多民族政权的并立走向统一。宋元名窑瓷器反映了手工业的重大发展，纸钞的应用表明商品经济愈加活跃。城市生活也变得丰富多彩，各民族间经济文化的联系不断加强。

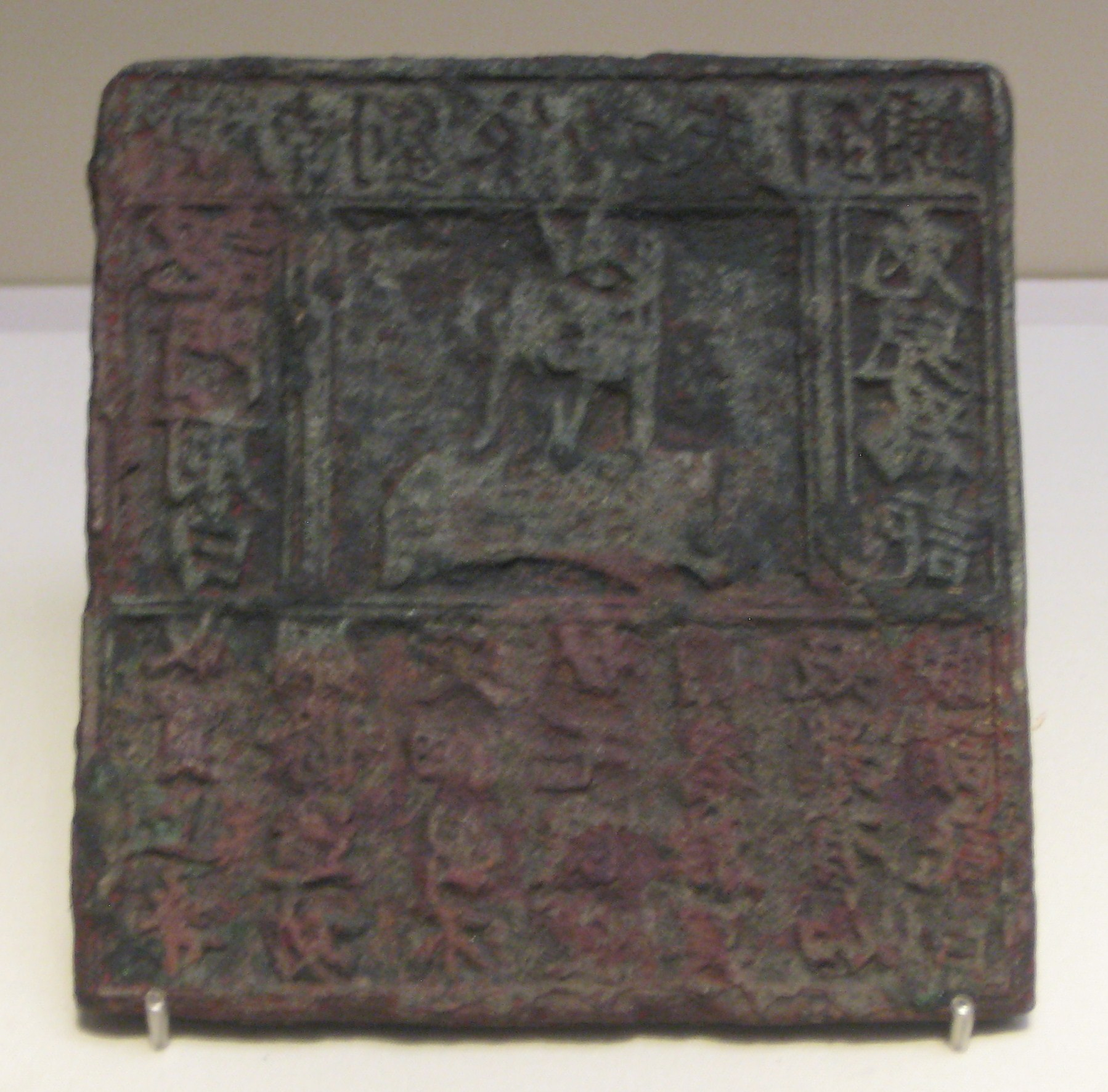
“济南刘家功夫针铺”广告青铜版（宋）

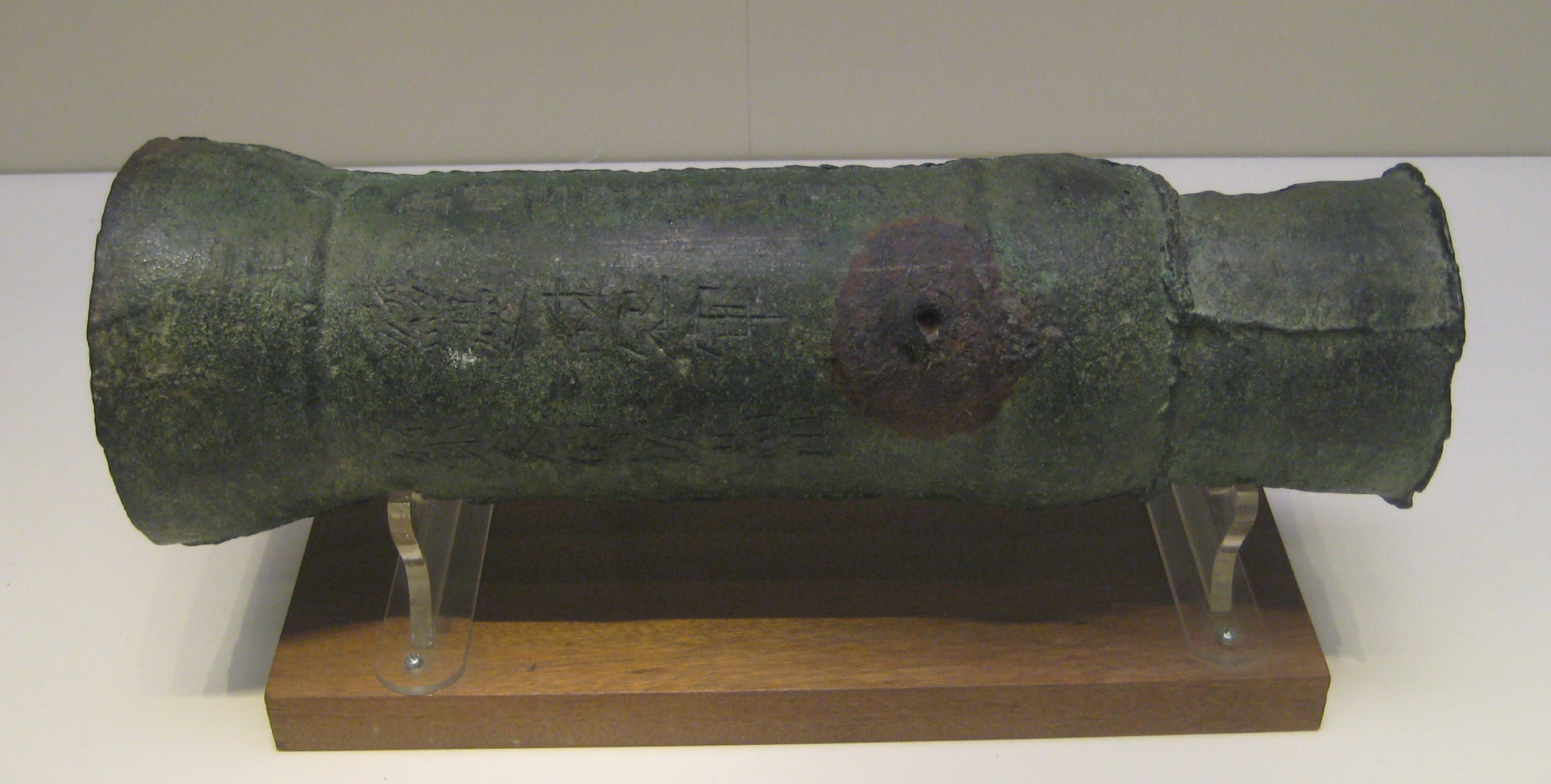
青铜火炮（元）

- 鎏金鹿纹银鸡冠壶：辽代。带有明显唐代金银器特征，又保留契丹民族的造型特色，是存世仅见的银质鸡冠壶。
- 《中兴四将图》卷（复制品）：南宋。传为刘松年作，所绘人物比例准确，姿态自然，是南宋肖像画中的杰作。
- 绿釉鸱吻：西夏。古建筑正脊两段的构件，釉面光亮，造型威猛，是西夏皇陵出土的最大最完整的建筑构件。
- “济南刘家功夫针铺”广告青铜版：宋代。用来印刷广告的青铜版，标明店家字号、标志和广告词，是迄今所知世界最早的商标广告实物。
- “丁都赛”戏曲雕砖：宋代。模印一女性戏装全身像，砖雕右上方刻有“丁都赛”字样，史载为北宋著名杂剧艺人。这块雕砖由此刻画了中国最早的戏曲人物形象，丁都赛也成为第一位有形象传世的女艺人。
- 倪瓒《水竹居图》轴（复制品）：元代。身为“元四家”之一的倪瓒仅有两件设色山水画存世，此为其一，为其早期创作的代表。
- 铜壶滴漏：元代。中国现存最早、最大、最完整的一套铜壶滴漏，自制成之日一直使用到1900年前后，历时近700年。
- 青铜火炮：元代。炮身外壁有“至顺三年二月十四日”（1332年）字样，是现存有纪年可考的最早的火炮。

#### 明清时期
中国古代王朝体系的最后阶段，中央集权专制统治达到前所未有的高峰，统一多民族国家得到巩固和发展，京城规划图、景德镇官窑瓷器等文物反映出超越前代的繁荣。但是，中国这一农业文明古国正与后起的工业文明大国悄然拉大差距，预示着新时代的到来。
- 佚名《皇都积胜图》卷：明代。20余米长卷展示了从卢沟桥横穿北京城至居庸关的繁荣街景，清晰提供了有关城市结构和商业分布的历史场景。
- 佚名《宪宗元宵行乐图》卷：明代。描绘明宪宗朱见深欣赏元宵节活动的场景，细致刻画了杂技、魔术、烟花、灯市等活动，是明代风俗画的代表作。
- 郑和铜钟：明代。郑和第七次、也是最后一次下西洋前为祈求平安铸造的铜钟，是郑和一生壮举的见证。
- 开荒执照：清代。乾隆三十三年（1768年）由云南地方政府颁发给丽江府鲁甸人沙立目的土地凭证，附有民国四年（1915年）云南财政厅颁发的验契，证明这块由沙家开垦的土地一百多年间一直在沙家名下。
- 霁青釉金彩海晏河清尊：清代。景德镇御窑专为圆明园海晏堂烧制的陈设品，海晏堂即为十二生肖兽首铜像的安放处，1860年惨遭英法联军焚毁，海晏河清尊因此愈显珍贵。
- 徐扬《乾隆南巡图》卷：清代。描绘乾隆十六年（1751年）清高宗第一次南巡江浙的历史画卷，共12卷，分为纸本和绢本。绢本已散佚，纸本全12卷皆藏国博。
- 青花嵌花把皮鞘腰刀：清代。乾隆五十八年（1793年）英国使者马戛尔尼访华时赠予清廷的礼物之一。英国使团的通商要求遭到清政府拒绝，于是英国舰队数十年后用大炮轰开了中国大门。
- 明孝靖皇后凤冠：明代。饰有9条金龙、8只点翠金凤、100余粒红蓝宝石、5000余颗珍珠，是定陵出土的四顶凤冠之一，四冠被国家文物局认定为禁止出国（境）展览文物。
- 清帝退位诏书：清代。1912年2月12日，清室颁布退位诏书，标志着中国两千多年帝制彻底退出了历史舞台。包括这件诏书在内，与清帝退位有关的四件诏书合称《逊清四诏》，皆藏国博。

### 复兴之路

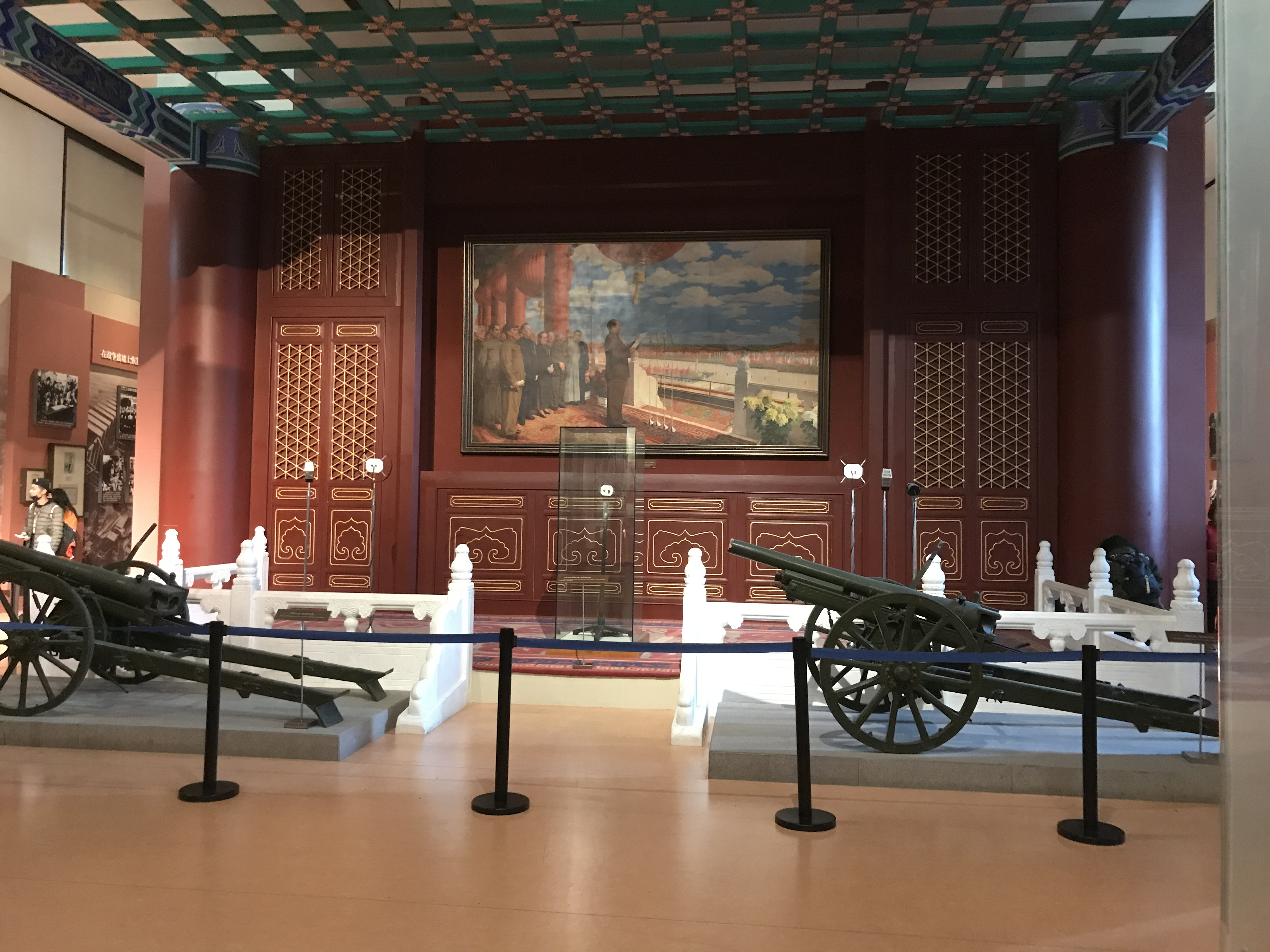
“复兴之路”陈列的《开国大典》油画，与1949年10月1日开国大典相关文物一同展出

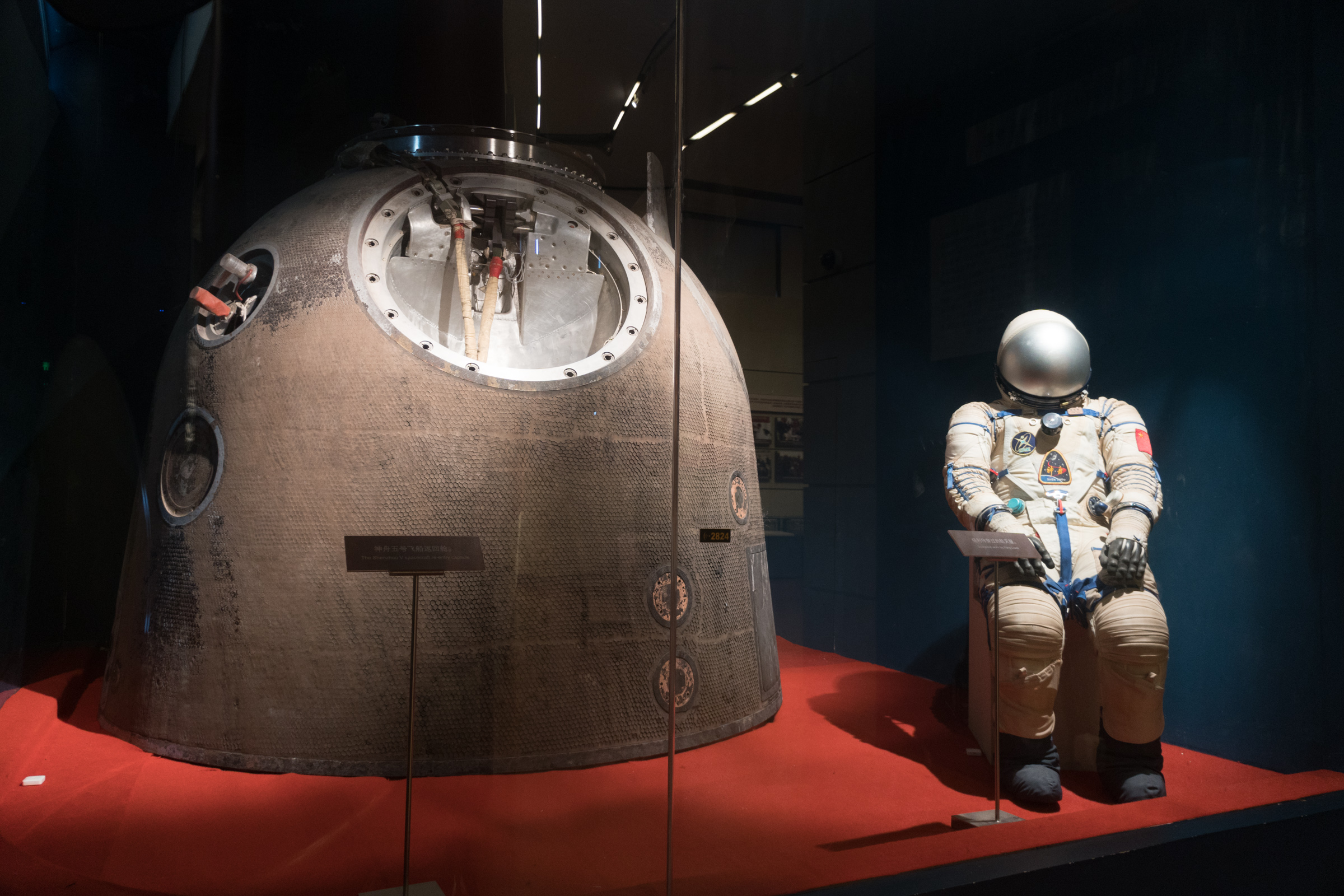
“复兴之路”陈列的神舟五号返回舱与杨利伟所使用的航天服

“复兴之路”基本陈列是原中国革命博物馆“中国革命史”陈列的最新发展，是国博的常设基本陈列，位于国博最北侧独立展区。每逢开放日9:15、9:45、14:00、14:30有免费讲解，每场1.5小时，集合地点在序厅。
“复兴之路”基本陈列通过1280多件套珍贵文物和870多张历史照片，回顾了1840年鸦片战争以来的一百多年间，陷入半殖民地半封建社会深渊的中国各阶层人民在屈辱和苦难中奋起抗争，为实现民族复兴进行的种种探索，特别是中国共产党领导各族人民争取民族独立人民解放、国家富强人民幸福的历程。这是目前唯一一个全面展示中华民族170年复兴之路主题的陈列展览。
“复兴之路”基本陈列分为五部分，分别为“中国沦为半殖民地半封建社会”、“探求救亡图存的道路”、“中国共产党肩负起民族独立人民解放历史重任”、“建设社会主义中华人民共和国”、“走中国特色社会主义道路”。
陈列保留了过去展览的珍贵展品，如：林则徐向清廷报告虎门销烟经过的奏折、上海公共租界界碑、太平天国天王洪秀全的玉玺、《共产党宣言》第一个中文全译本、李大钊等革命志士英勇就义的绞刑架、中央苏区造币厂的银圆铸模、渡江作战的木船、开国大典上升起的第一面五星红旗、 “神舟”五号飞船返回舱、北京申办2008年奥运会时签署举办城市合同用笔、多哈会议宣布中国加入世贸组织时使用的木槌。
陈列同时增加了百余件文物和美术作品，如：孙中山的印章、黄埔陆军军官学校第一期卒业证书、胡耀邦致华罗庚的复信、泰中友好协会、日本明仁天皇、美国总统布什赠送给中国领导人的礼品、中科院上海生物化学研究所进行的全合成酵母丙氨酸TRNA实验成功的原始记录、20世纪90年代以来北京市民使用的社会保障凭证、成都市双流县瓦窑村保持土地经营权长久不变户主大会决议、联合国有关机构颁发给中国第五支赴海地维和警察防暴队队员的维和奖章。

### 馆藏现代经典美术作品展
“馆藏现代经典美术作品展”是国博的常设专题展览，位于一层一号中央大厅。国博及其前身曾在1951年、1959年、1964年、1972年四次组织大规模的历史题材美术创作，“馆藏现代经典美术作品展”展出其中部分优秀作品，包括50幅油画、9幅国画、14件雕塑、1幅素描。
展品多为中华人民共和国美术史上的名家名作，如：董希文《开国大典》、艾中信《夜渡黄河》、罗工柳《地道战》和《毛泽东在井冈山》、靳尚谊《毛泽东在十二月会议上》、詹建俊《狼牙山五壮士》、钟涵《东渡黄河》、石鲁《转战陕北》、叶浅予《北平解放》、王朝闻《刘胡兰》、钱绍武《大路歌》。

### 中国古代青铜器艺术
“中国古代青铜器艺术”是国博的专题展览，位于三层二号中央大厅。每逢开放日9:15、14:00、14:30有针对三层若干专题展览（青铜器、佛造像、钱币、玉器、古代绘画）的免费讲解，每场2小时，集合地点在“中国古代青铜器艺术”展厅南侧入口处。
中国国家博物馆素以收藏中国古代青铜重器为世人称道，殷墟妇好墓青铜器、后母戊鼎、子龙鼎、大盂鼎、天亡簋、春秋蔡侯申墓青铜器、辉县固围村战国青铜器等文物足以代表先秦各时期青铜艺术的重要成就。重要展品有：
- 后母戊鼎：商代。中国迄今发现的最重的一件先秦青铜器，重达832.84 公斤，为镇国之宝，被国家文物局认定为禁止出国（境）展览文物。
- 子龙鼎：商末周初。中国迄今发现体积最大的一件商代圆鼎，早年流失海外，2006年在“国家重点珍贵文物征集专项经费”的支持下征集回国。
- 大盂鼎：西周。中国迄今发现最重的一件西周青铜器，铭文所述有关西周禁酒的内容与史籍相印证，字体具有很高的书法价值，被国家文物局认定为禁止出国（境）展览文物。
- 天亡簋：西周。铭文记述周武王灭商后取代商王地位祭祀天神的事件，具有重要史料价值，被《中国文物定级图典（一级品·上卷）》列为一级甲等文物。
- 六年琱生簋：西周。铭文记载了琱生与其他贵族的土地纠纷，是研究西周晚期土地状况和诉讼的重要史料。
- 蔡侯申尊：春秋。铭文记载了蔡侯申将大孟姬许配吴王，是蔡吴两国通婚的证明。
- 嵌铜鸟兽纹壶：春秋。通体以鸟兽形红铜片尾装饰，是当时嵌红铜工艺的杰出代表。
- 青铜甗：战国。形制特殊，出土于辉县固围村。固围村墓地是已知魏国墓葬中规格最高的一组，对考察三晋地区高级贵族的葬制具有重要意义。

### 中国古代佛造像艺术
“中国古代佛造像艺术”是国博的专题展览，位于三层二号中央大厅。每逢开放日9:15、14:00、14:30有针对三层若干专题展览（青铜器、佛造像、钱币、玉器、古代绘画）的免费讲解，每场2小时，集合地点在“中国古代青铜器艺术”展厅南侧入口处。
“中国古代佛造像艺术”力图展现佛造像艺术在古印度产生、在古代中国发展壮大并自成特色的历程。斯瓦特、克什米尔、东北印度、尼泊尔等地造像成为古代中国佛造像艺术萌芽的启蒙源泉；新疆是佛教传入中原的第一站，焉耆七个星明屋的文物成为这段时期的见证；山东龙兴寺窖藏则是北魏到唐代石造佛像的代表；入宋之后，木雕佛教造像流行，菩萨像突破典籍仪轨的限制，追求自然之美。明代以后，铜造像得到蓬勃发展，明永乐、宣德时期宫廷造办处制作的藏传佛像造型优美、工艺精湛，乃汉藏交融的艺术杰作。重要展品有：
- 铜释迦牟尼佛坐像：9世纪。造像面相方圆、大眼镶银、唇镶红铜，具有典型的斯瓦特造像风格。据统计，全世界收藏的斯瓦特风格佛像不足百件。
- 山西太原天龙山石刻菩萨坐像：唐代。姿态生动，衣纹流畅，是盛唐石窟雕塑的杰出代表。早年被日本山中商会盗凿流失海外，刚刚回归祖国。
- 彩绘木雕观音菩萨坐像：宋代。高达两米，是国内博物馆首屈一指的藏品，其雕刻之精、造型之美、体型之大，实为罕见，可称是精美绝伦。国内古寺中的大型木雕菩萨像大多流失海外，这尊由“国家重点珍贵文物征集专项经费”征集回国。
- 石叟款铜观音菩萨坐像：明代。石叟为明末僧人，擅制嵌银丝铜器。他制作的观音像庄重娴雅、极富神韵，且存世稀少。

### 其他专题展览
- “小品大艺：明清扇面艺术展”：展期2013年3月29日至2014年3月28日，位于南区三层12号展厅。分山水、花鸟、人物、书法四个单元，展出近百幅馆藏明清扇面作品。
- “馆藏非洲雕刻艺术精品展”：位于北区二层8号展厅。展出近600件馆藏非洲雕刻艺术品，包括雕像、面具、顶饰、生活用品等门类。
- “友好往来，历史见证：党和国家领导人外交活动受赠礼品展”：位于北区三层18号展厅。展出中华人民共和国成立以来党和国家领导人在外交活动中受赠的611件套具有代表性的礼品，其中大部分为首次展出。
- “百年国博：中国国家博物馆百年简史与成果展”：位于南区二层7号展厅。展览分为“国立历史博物馆时期”、“中国历史博物馆和中国革命博物馆时期”、 “中国国家博物馆时期”三个组成部分，客观全面地展现国博一百年来的发展历史和巨大成果。
- “中国国家博物馆建筑设计展”：位于南区二层9号展厅。讲述国博新建筑的诞生过程，展示10个入围设计方案以及多次修改中标方案的过程，展出珍贵图纸和照片资料200多张。

### 馆外展品

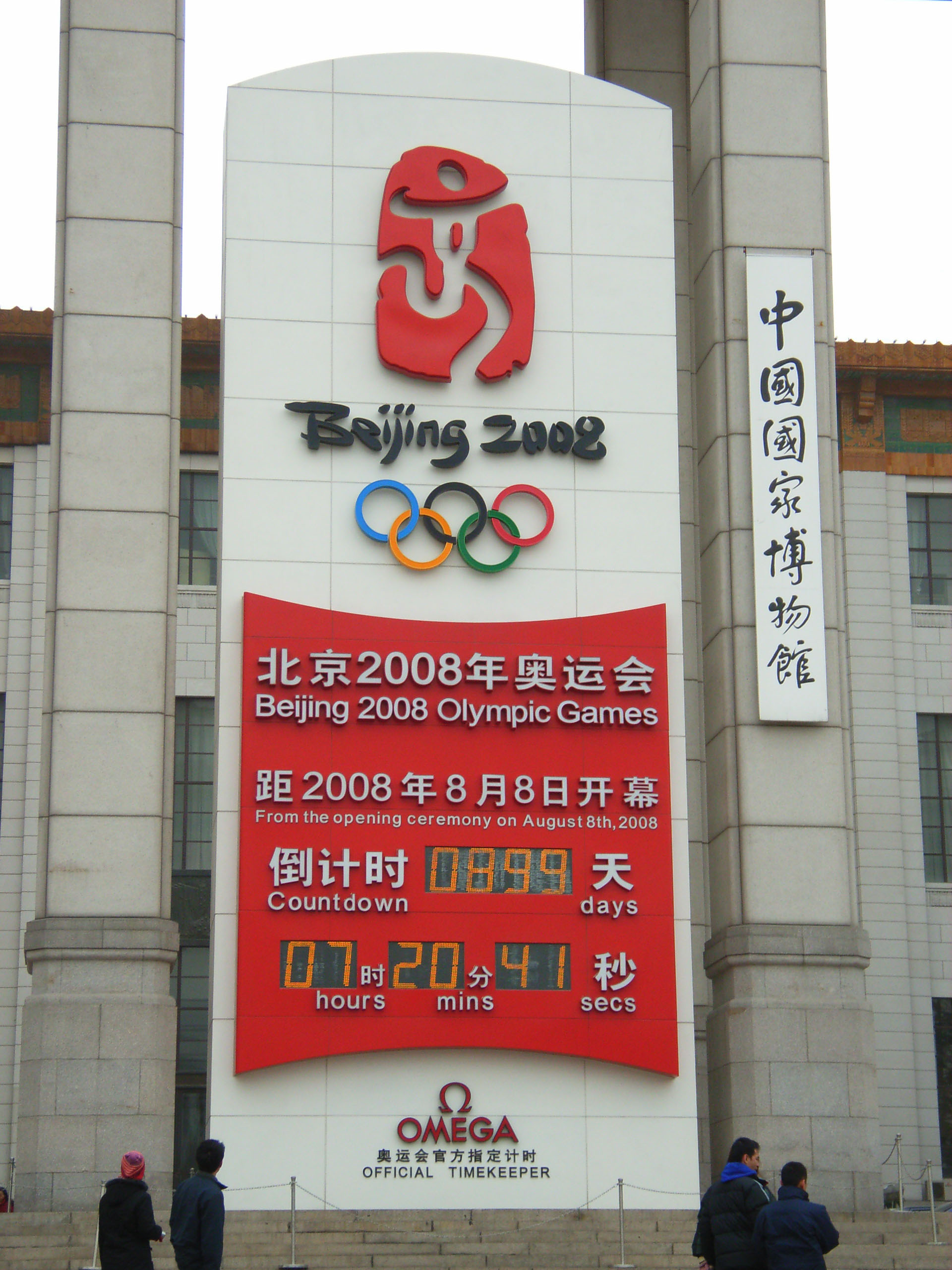
北京奥运会倒计时牌

自上世纪九十年代以來，中國政府總會把迎接重要事件的“倒計時牌”竪立在天安門廣場東側的中國國家博物館正門，來提醒人們迎接重要歷史時刻的到來，这已经形成了一種傳統。
- 為迎接香港回歸，1994年12月19日，《中英聯合聲明》簽署十周年之際，豎立“中國政府對香港恢復行使主權倒計時牌”，這個倒計時牌自揭幕起到1997年7月1日零時止。
- 為迎接澳門回歸，“中國政府恢復對澳門行使主權倒計時牌”於1998年5月5日，澳門特別行政區籌備委員會成立當日揭幕，這個倒計時牌運作到1999年12月20日零時止。
- 雅典奧運會閉幕後，北京正式進入奧運周期，北京奧組委於2004年9月21日下午六時啟動北京2008年奧運會倒計時牌，直至2008年8月8日晚上八時北京奧運會開幕為止。
- 為迎接中國2010年上海世界博覽會，2009年5月1日上海世博會倒數一周年豎立上海世博會倒計時牌。

## 历任领导
国立历史博物馆筹备处主任
- 胡玉缙（1912年—1918年）
- 彦　德（1918年—1920年）

国立历史博物馆主任
- 符鼎升（1920年—1925年）
- 徐协贞（1925年—1927年）
- 孙树棠（1927年—1929年）

北平历史博物馆馆长
- 裘善元（1929年—1936年，国立中央研究院历史博物馆筹备处管理主任）
- 裘善元（1936年—1943年，国立中央博物院筹备处北平历史博物馆主任）
- 郭建勋（1938年—1943年，北平历史博物馆代理馆长）
- 罗　黼（1943年—1945年，北平历史博物馆馆长）
- 余　逊（1945年—1947年，国立中央博物院筹备处北平历史博物馆主任）
- 韩寿萱（1947年—1949年，国立中央博物院筹备处北平历史博物馆馆长）

| 中国历史博物馆馆长 - 龙 潜（1962年—1966年） - 俞伟超（1987年—1998年） - 朱凤瀚（2000年—2003年，中国历史博物馆馆长、党委副书记） 中国历史博物馆副馆长 - 韩寿萱（1949年—1959年，北京历史博物馆副馆长） - 陈 乔（1958年—1959年，北京历史博物馆副馆长） - 韩寿萱（1959年—1966年） - 陈 乔（1959年—1966年） - 任行建（1959年—1966年） - 高 岚（1960年—1966年） - 高 岚（1969年—1970年，中国革命博物馆革命委员会副主任）（中国历史博物馆副馆长、党总支书记） - 王宏钧（1984年—1987年） - 杜永镇（1984年—1987年） - 孔祥星（1984年—1987年） - 张梦雷（1984年—1991年） - 俞伟超（1986年—1987年） - 杜耀西（1987年—1998年） - 赵贤成（1992年—2003年） - 朱凤瀚（1998年—2000年） - 孔祥星（1998年—2000年） - 李 季（2000年—2003年） - 王晓田（2000年—2003年） - 孔祥星（2001年） 中国历史博物馆党委书记 - 高 岚（1969年—1970年，中国革命博物馆革命委员会副主任）（中国历史博物馆副馆长、党总支书记） - 吴代封（1987年—1998年，中国历史博物馆临时党委负责人、副书记、党委书记） - 谷长江（1998年—1999年，中国历史博物馆临时党委书记） - 谷长江（1999年—2003年，中国历史博物馆党委书记） 中国历史博物馆党委副书记 - 江友京（1998年—1999年，中国历史博物馆临时党委副书记） - 江友京（1999年—2003年，中国历史博物馆党委副书记、纪委书记） - 朱凤瀚（2000年—2003年，中国历史博物馆馆长、党委副书记） 中国革命历史博物馆馆长 - 杨振亚（1972年—1982年） 中国革命历史博物馆副馆长 - 姚仲达（1972年—1983年） - 董 谦（1972年—1983年） - 陈 乔（1976年—1983年） - 陈 光（1978年—1983年） - 汪士汉（1979年—1982年） - 沈庆林（1982年—1983年，中国革命历史博物馆副馆长）（负责人） - 王宏钧（1982年—1983年，中国革命历史博物馆副馆长）（负责人） - 胡德平（1982年—1983年，中国革命历史博物馆副馆长）（负责人） 中国革命历史博物馆顾问 - 高 岚（1980年—1983年） - 胡志学（1980年—1983年） | 中国革命博物馆馆长 - 王冶秋（1950年，国立革命博物馆筹备处主任） - 王冶秋（1950年—1958年，中央革命博物馆筹备处主任） - 徐彬如（1958年—1961年，中央革命博物馆筹备处主任） - 李兆炳（1961年—1966年，中国革命博物馆馆长） - 李兆炳（1966年—1972年，中国革命博物馆革命委员会副主任）（中国革命博物馆馆长、党总支书记） - 沈庆林（1983年—1984年，中国革命博物馆临时领导小组组长） - 黄高谦（1992年—1998年，中国革命博物馆馆长）（代理） - 夏燕月（1998年—2000年，中国革命博物馆馆长、党委副书记） - 夏燕月（2000年—2001年，中国革命博物馆馆长、党委书记） - 夏燕月（2001年—2003年，中国革命博物馆馆长） 中国革命博物馆副馆长 - 徐彬如（1952年—1958年，中央革命博物馆筹备处副主任） - 文士桢（1959年—1962年） - 徐彬如（1962年—1966年） - 赵品三（1962年—1966年） - 王 克（1963年—1966年） - 刘树桐（1969年—1972年，中国革命博物馆革命委员会主任、军宣队代表） - 高 岚（1969年—1970年，中国革命博物馆革命委员会副主任）（中国历史博物馆副馆长、党总支书记） - 林宗华（1983年—1984年，中国革命博物馆临时领导小组成员） - 黄高谦（1983年—1984年，中国革命博物馆临时领导小组成员） - 徐文伯（1983年—1984年，中国革命博物馆临时领导小组成员） - 沈庆林（1984年—1992年） - 黄高谦（1984年—1992年） - 万 冈（1984年—1991年） - 马俊海（1992年—2001年） - 夏燕月（1992年—1998年） - 祝文煜（1992年—1998年） - 高崇理（1998年—2003年） - 马英民（2000年—2003年） 中国革命博物馆党委书记 - 李 昭（1955年—1959年，中央革命博物馆筹备处党支部书记） - 徐彬如（1959年—“文革”初期，中国革命博物馆党总支书记） - 夏燕月（2000年—2001年，中国革命博物馆馆长、党委书记） - 姜丰义（2001年—2003年，中国革命博物馆党委书记） 中国革命博物馆党委副书记 - 李 昭（1959年—“文革”初期，中国革命博物馆党总支副书记） - 黄高谦（1986年—1998年，中国革命博物馆党委副书记） - 夏燕月（1998年—2000年，中国革命博物馆馆长、党委副书记） 中国革命博物馆名誉馆长 - 徐彬如（1983年—1990年） 中国革命博物馆顾问 - 罗仲言（1984年—1992年） |

| 中国国家博物馆馆长 - 潘震宙（2003年—2005年，中国国家博物馆馆长、党委书记） - 吕章申（2005年9月—2017年12月，中国国家博物馆馆长、党委副书记，2007年7月至2009年2月兼任党委书记） - 王春法（2017年12月—2024年4月，中国国家博物馆馆长） - 高政（2024年4月—2025年5月，中国国家博物馆馆长） - 罗文利（2025年5月—，中国国家博物馆馆长） 中国国家博物馆副馆长 - 朱凤瀚（2003年—2005年，中国国家博物馆常务副馆长、党委副书记） - 姜丰义（2003年—2009年，中国国家博物馆党委常务副书记、副馆长） - 高崇理（2003年—2007年） - 李 季（2003年） - 王晓田（2003年—2004年） - 马英民（2003年—2010年） - 周志强（2005年—2009年）（正局级） - 都海江（2009年—2012年） - 董 琦（2003年—2013年） - 张 威（2009年—2014年） - 陈履生（2010年—2016年） - 黄振春（2010年6月—，中国国家博物馆党委书记、副馆长） - 李六三（2012年10月—2017年12月，副馆长；2017年12月—2019年4月，常务副馆长（正局级）） - 陈成军（2013年2月—2019年4月，副馆长；2019年4月—，常务副馆长（正局级）） - 白云涛（2015年8月—） - 谢小铨（2016年8月—？） - 丁鹏勃（2020年4月—） - 张伟明（2022年9月—） 中国国家博物馆馆长助理 - 王玉雪（2006年—2011年） - 张 威（2006年—2009年） - 陈履生（2010年） - 李六三（2011年4月—2012年10月，中国国家博物馆馆长助理兼物业发展与企管中心主任） - 古建东（2013年7月—2015年8月） | 中国国家博物馆党委书记 - 潘震宙（2003年—2005年，中国国家博物馆馆长、党委书记；2005年—2007年，中国国家博物馆党委书记） - 吕章申（2007年7月—2009年2月，中国国家博物馆馆长、党委书记） - 黄振春（2009年2月—，中国国家博物馆党委书记，2010年6月起兼任中国国家博物馆副馆长） - 杨 帆（2022年9月—，中国国家博物馆党委书记） 中国国家博物馆党委副书记 - 姜丰义（2003年—2009年，中国国家博物馆党委常务副书记、副馆长） - 朱凤瀚（2003年—2005年，中国国家博物馆常务副馆长、党委副书记） - 金 祥（2009年—2013年，中国国家博物馆纪委书记） - 金 祥（2013年—2014年，中国国家博物馆党委副书记兼纪委书记） - 古建东（2015年8月—2022年5月，中国国家博物馆党委副书记兼纪委书记） - 陈 莉（2022年5月—，中国国家博物馆党委副书记兼纪委书记） |

| 中国国家博物馆名誉馆长 - 潘震宙（2008年—2015年） 中国国家博物馆顾问 - 夏燕月（2003年—2008年） | 中国国家博物馆财务总监 - 冯靖英（2011年7月—） |

## 图集

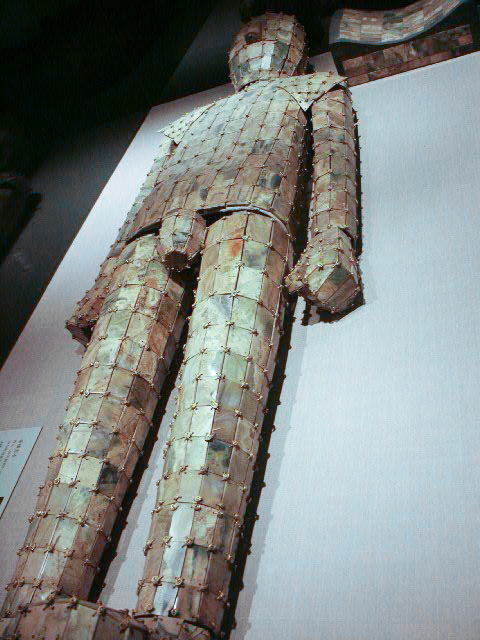
汉代玉衣，金丝穿制
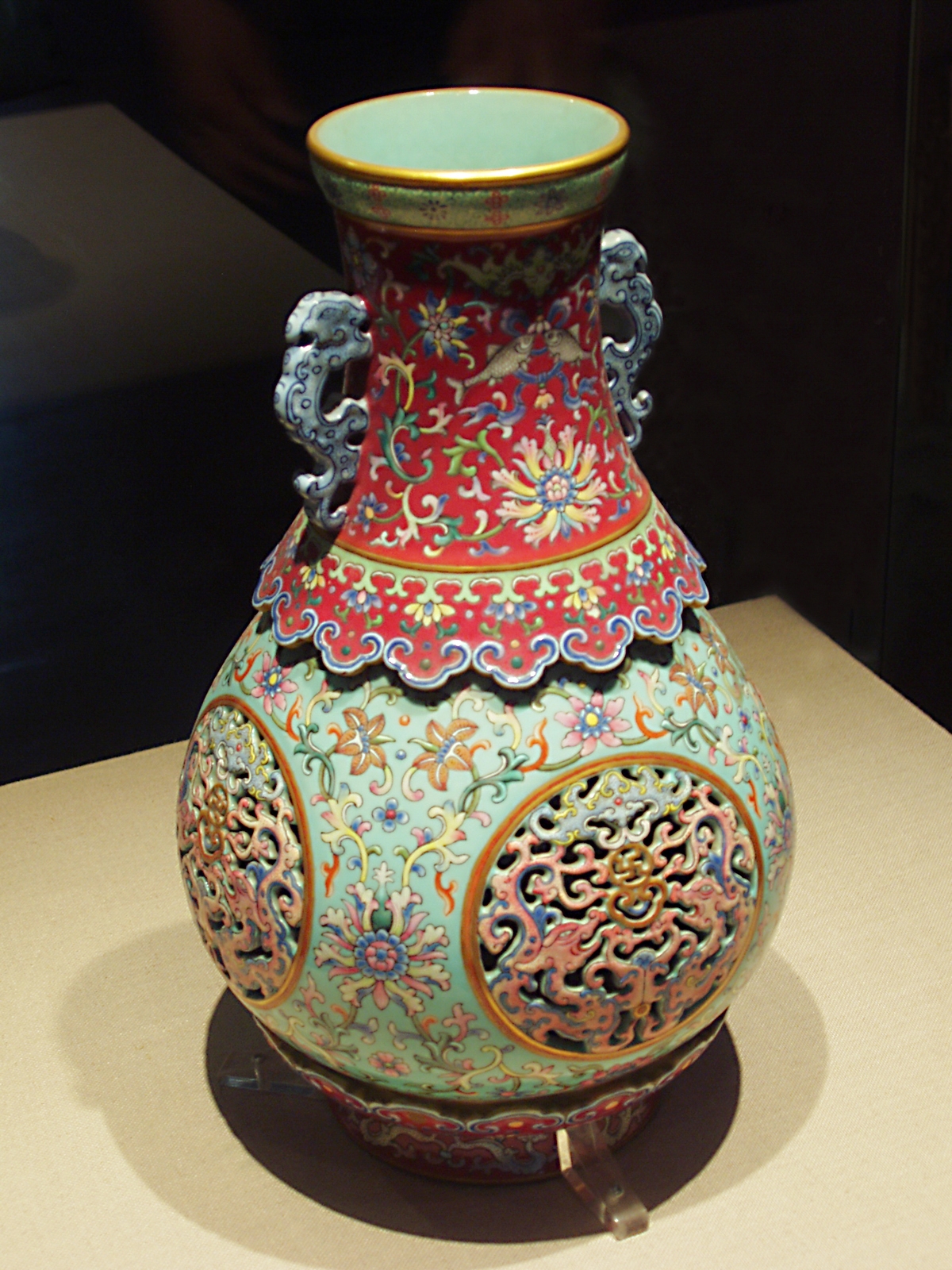
乾隆皇帝粉彩镂空转心瓶
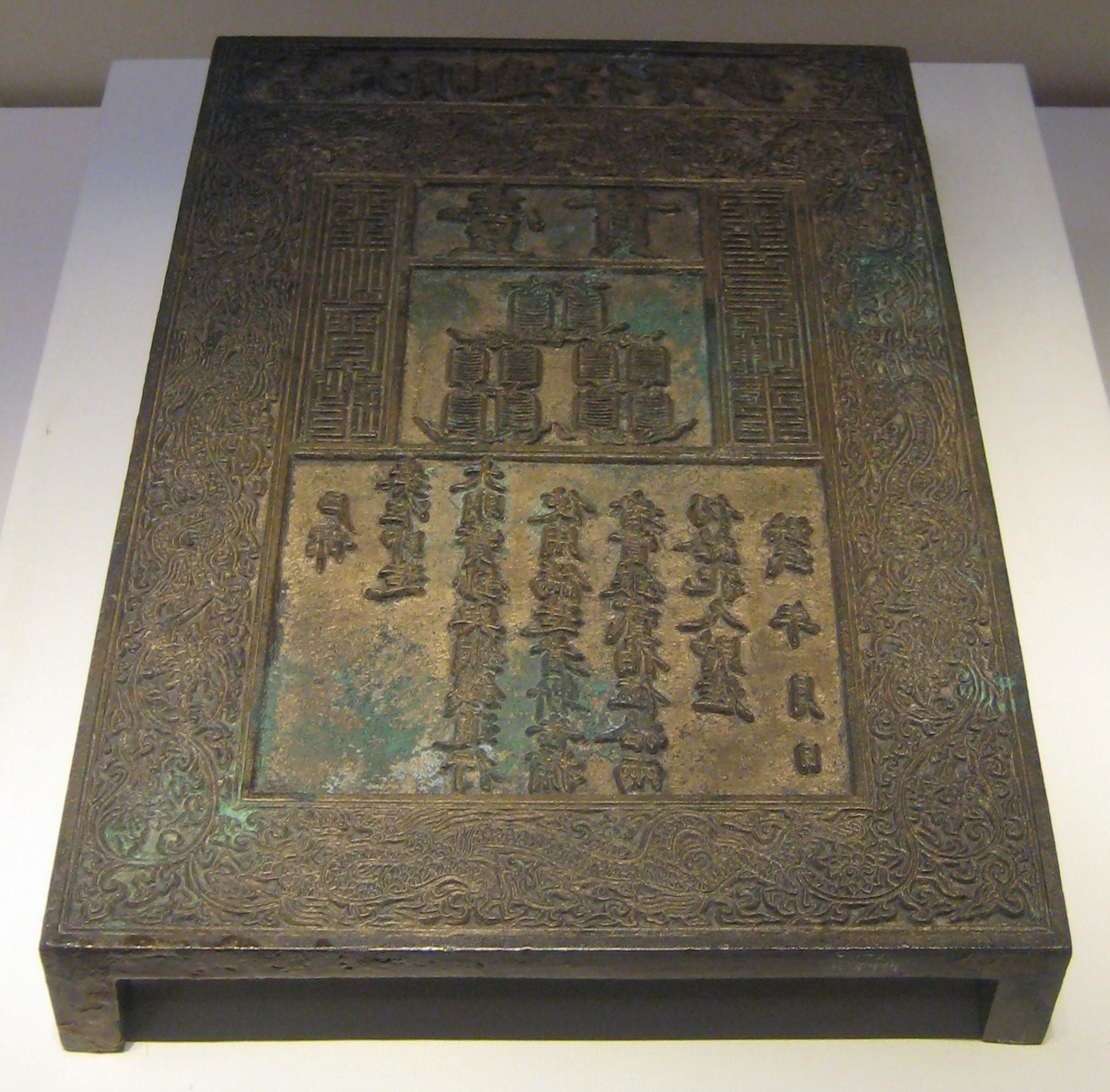
交钞印刷版
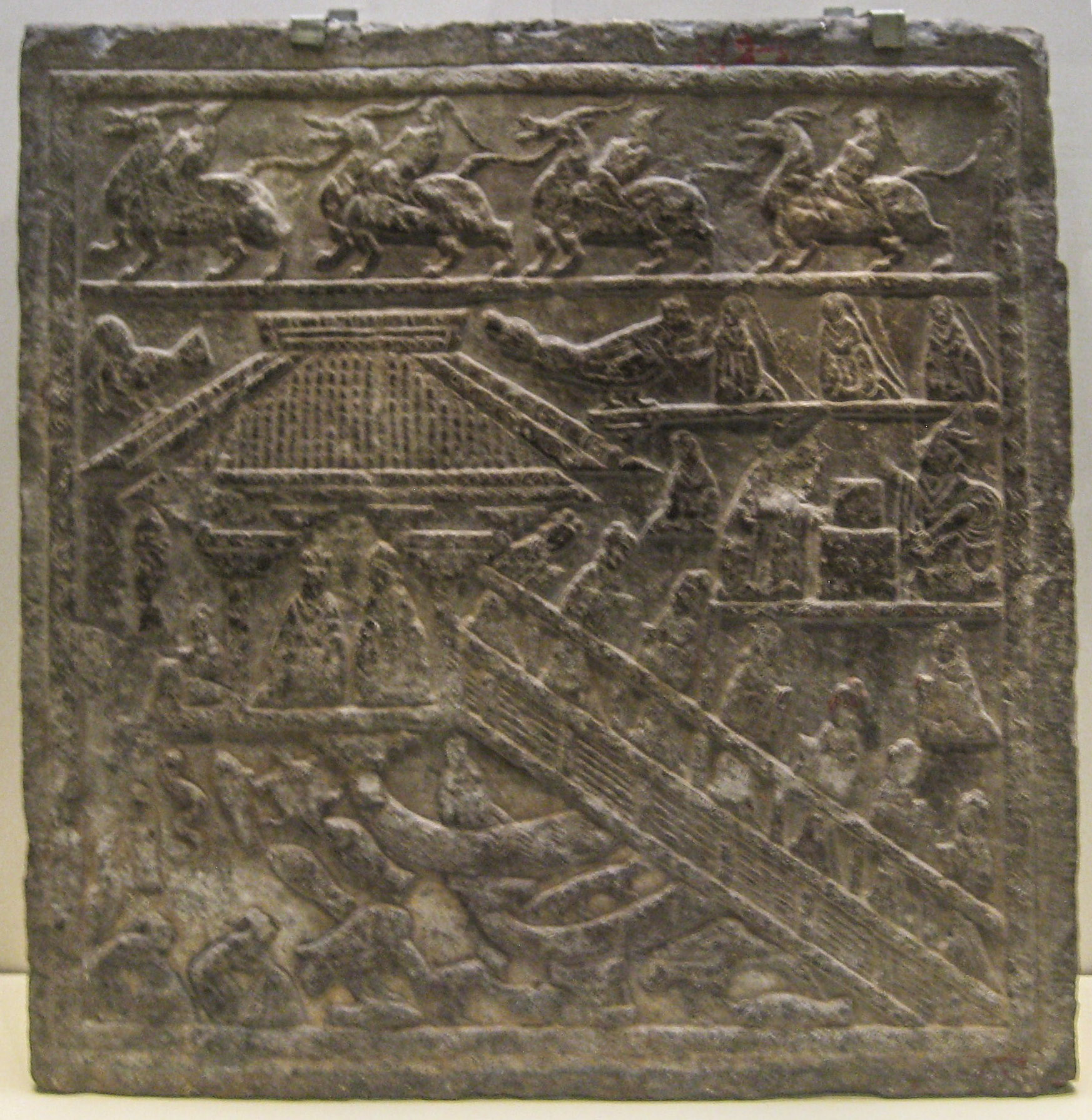
东汉石雕
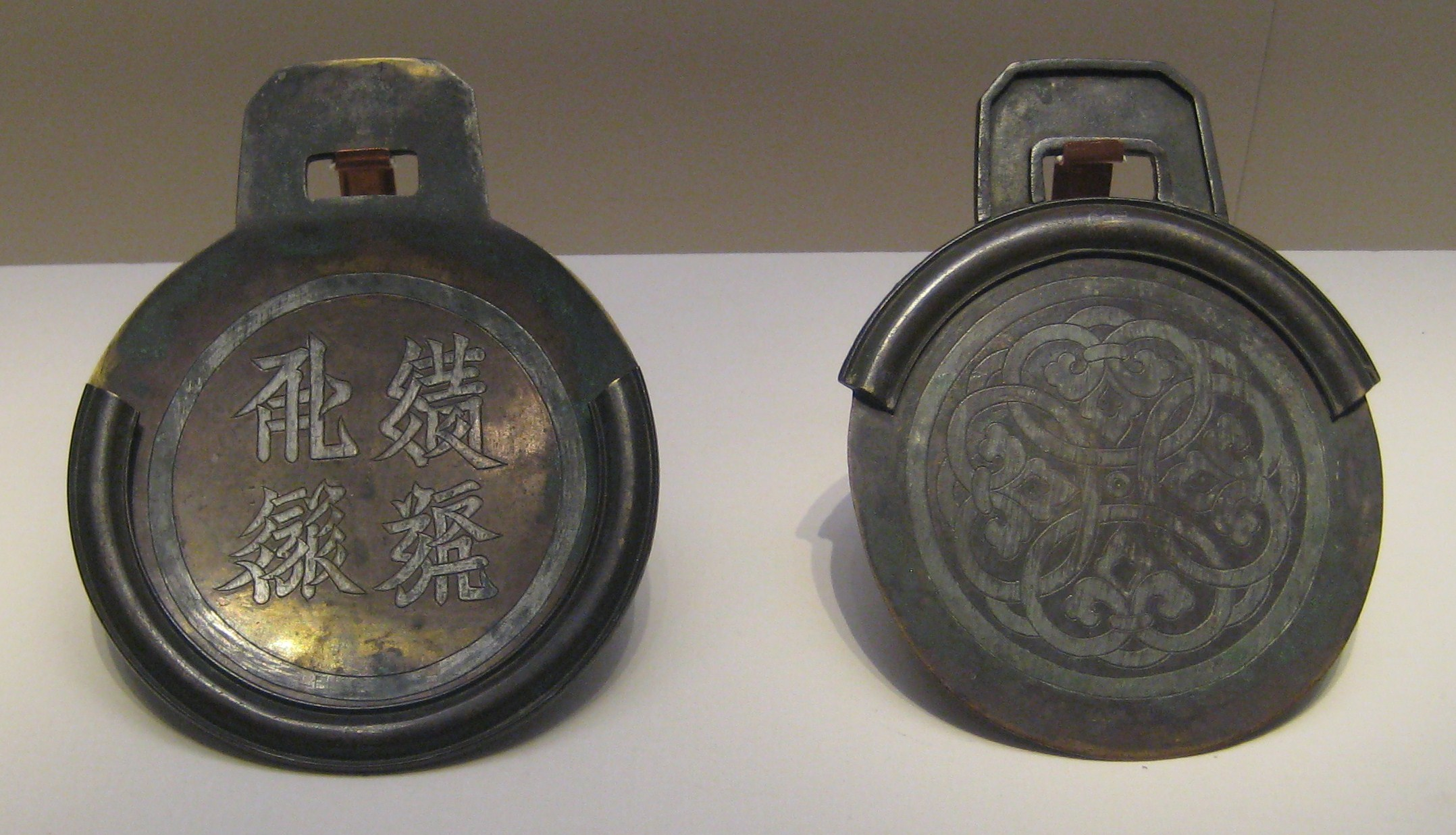
西夏文敕牌，銘文為「𗿢𗯼𘆝𗪊」，意為「敕燃馬牌」
商代妇好鸮尊
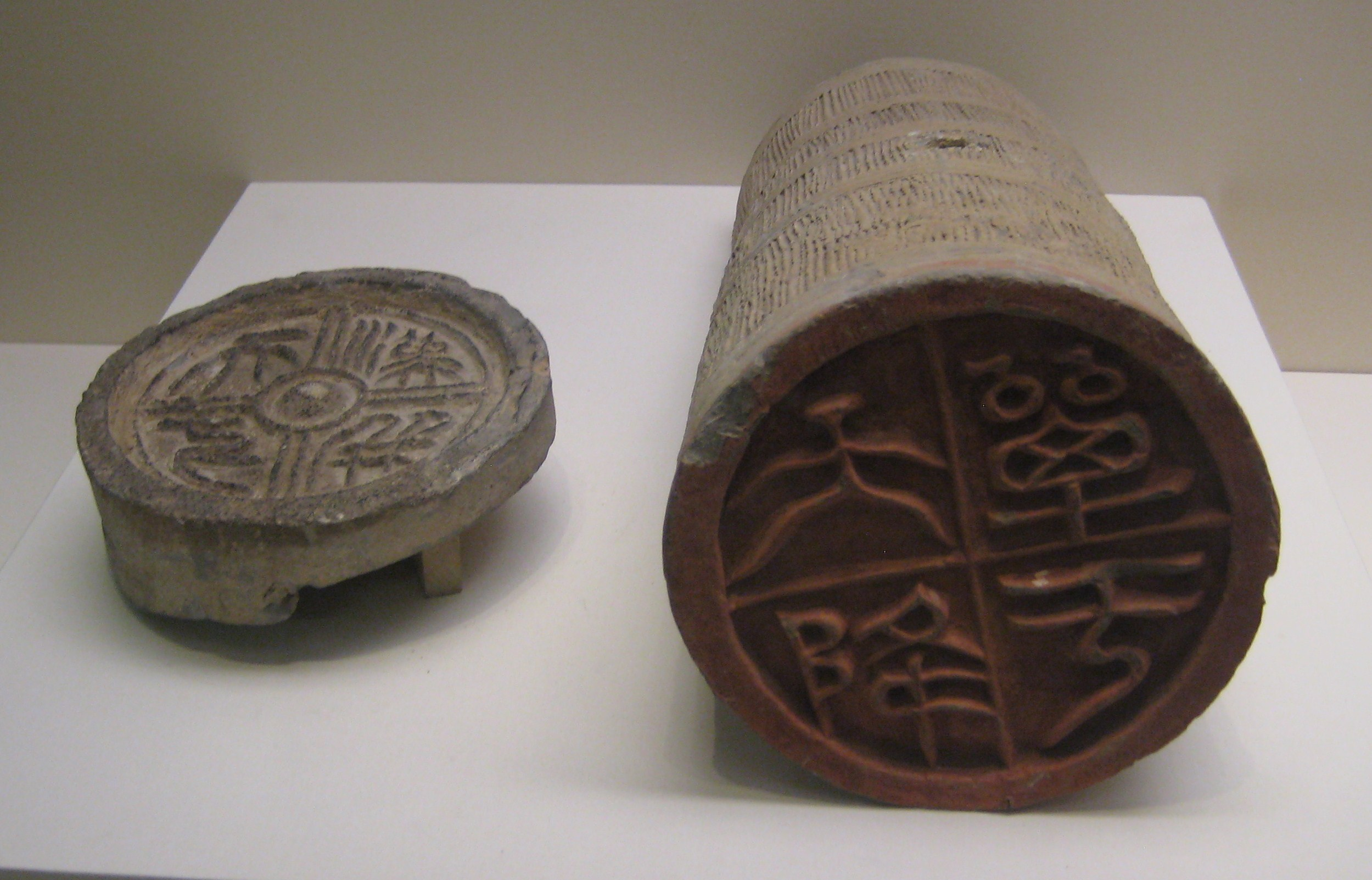
陶汉瓦
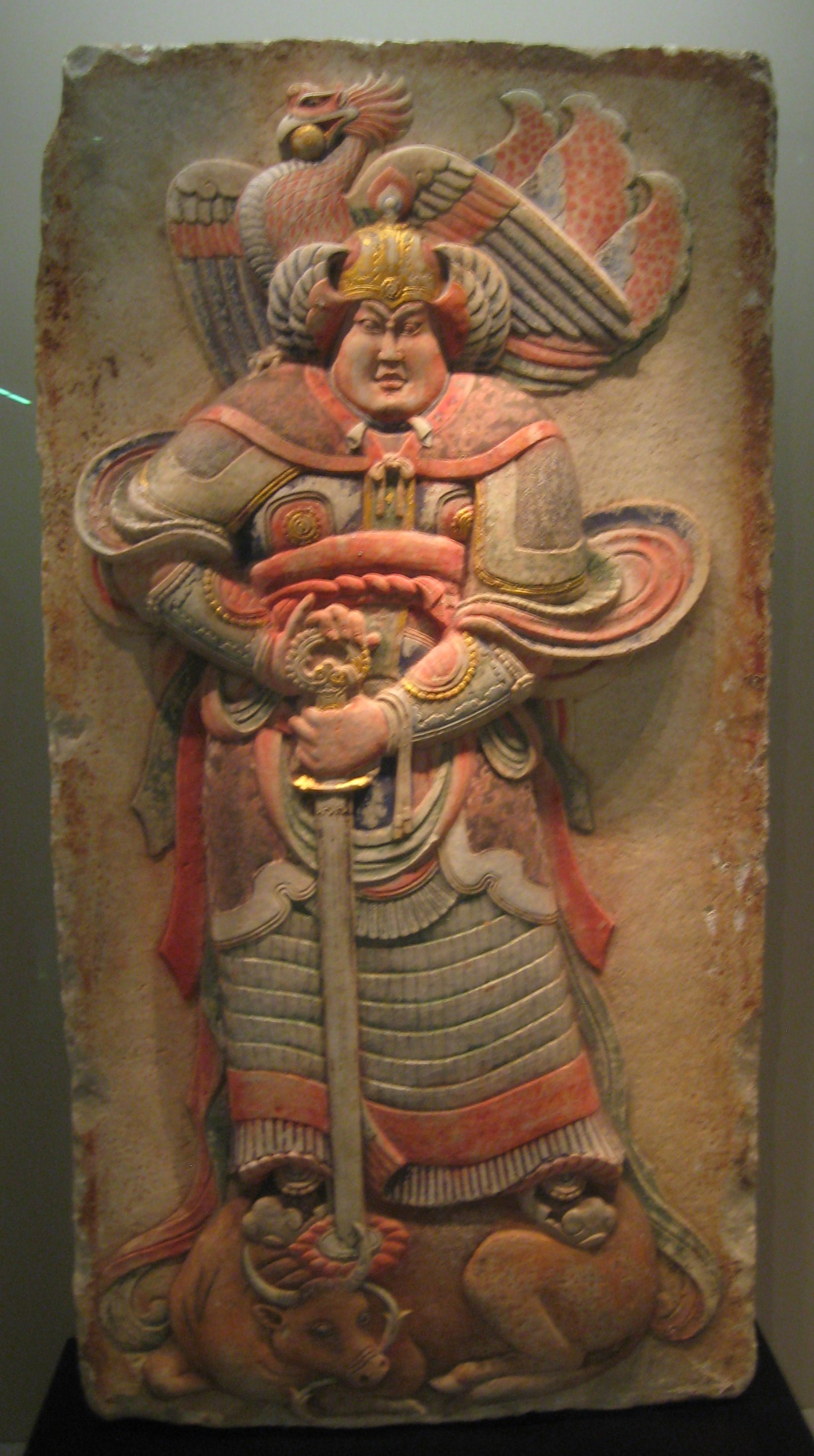
王处直墓出土彩绘浮雕武士石刻
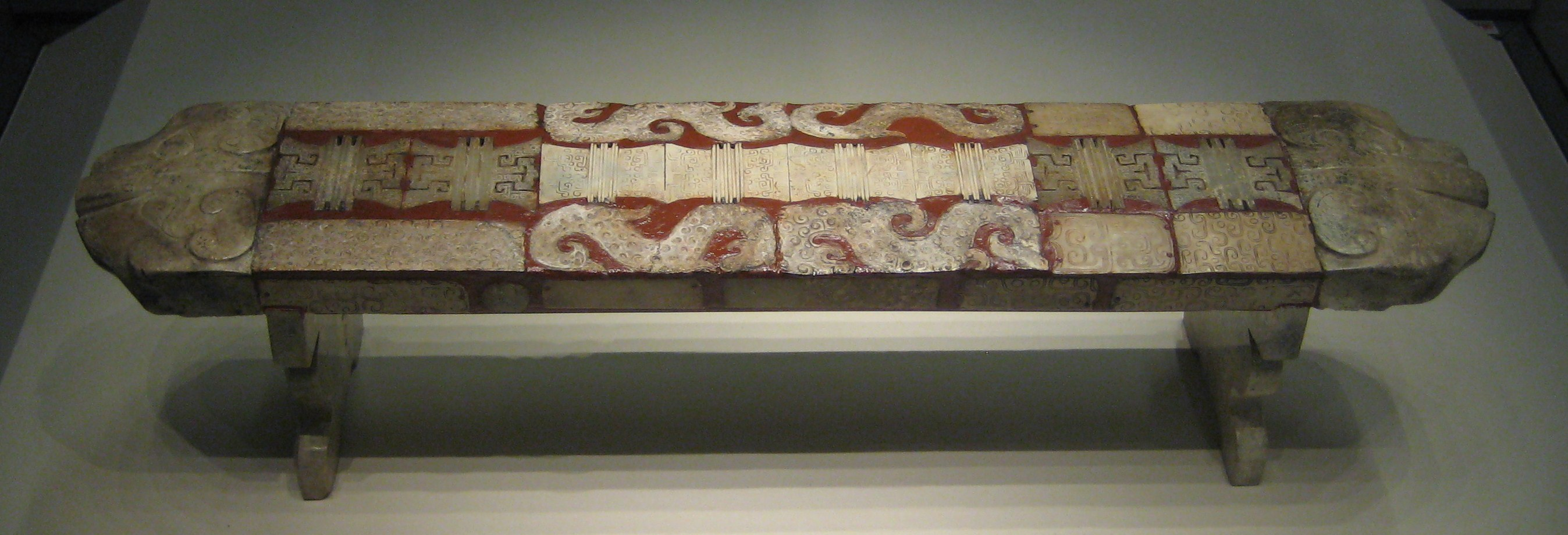
汉代龙纹玉枕
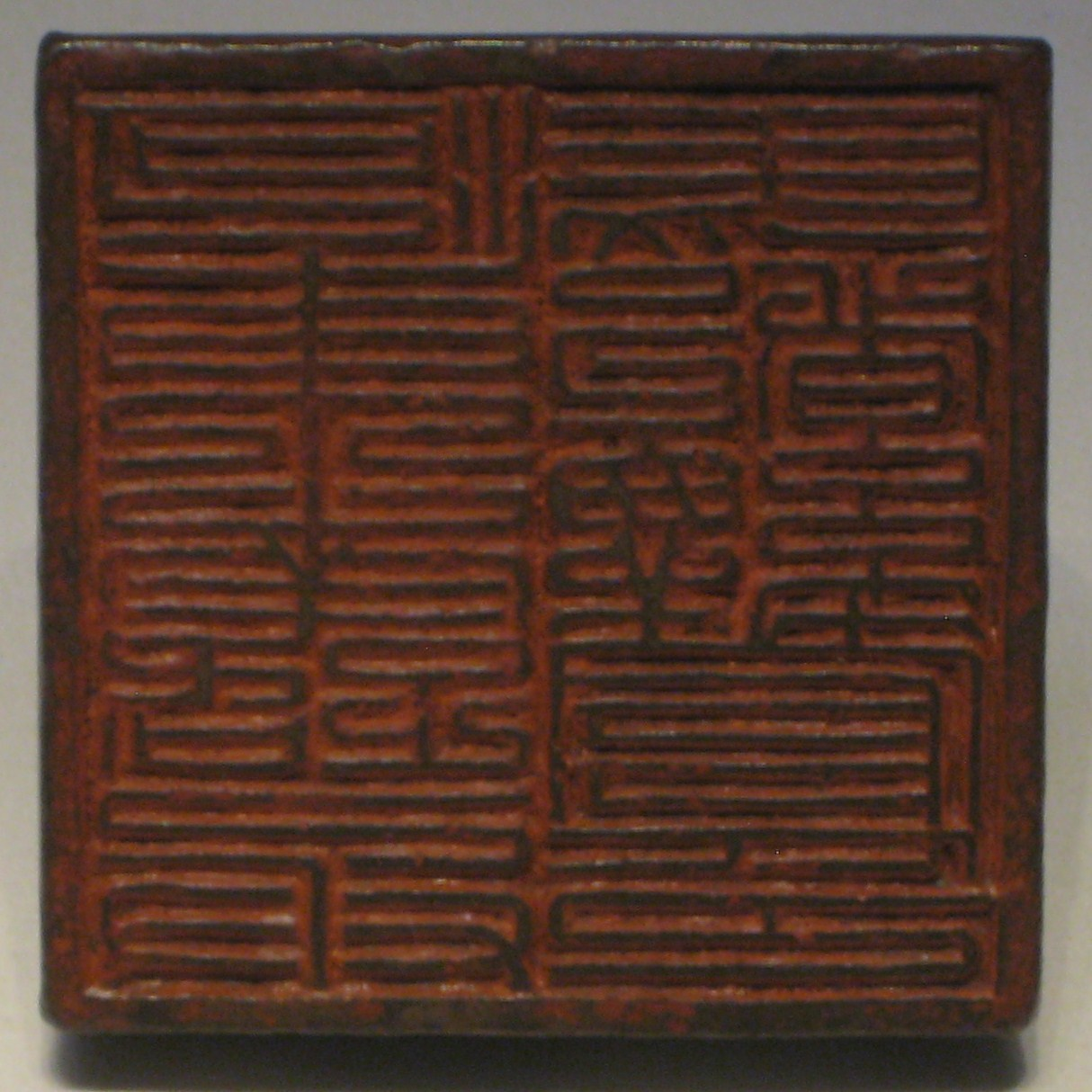
金世宗印章
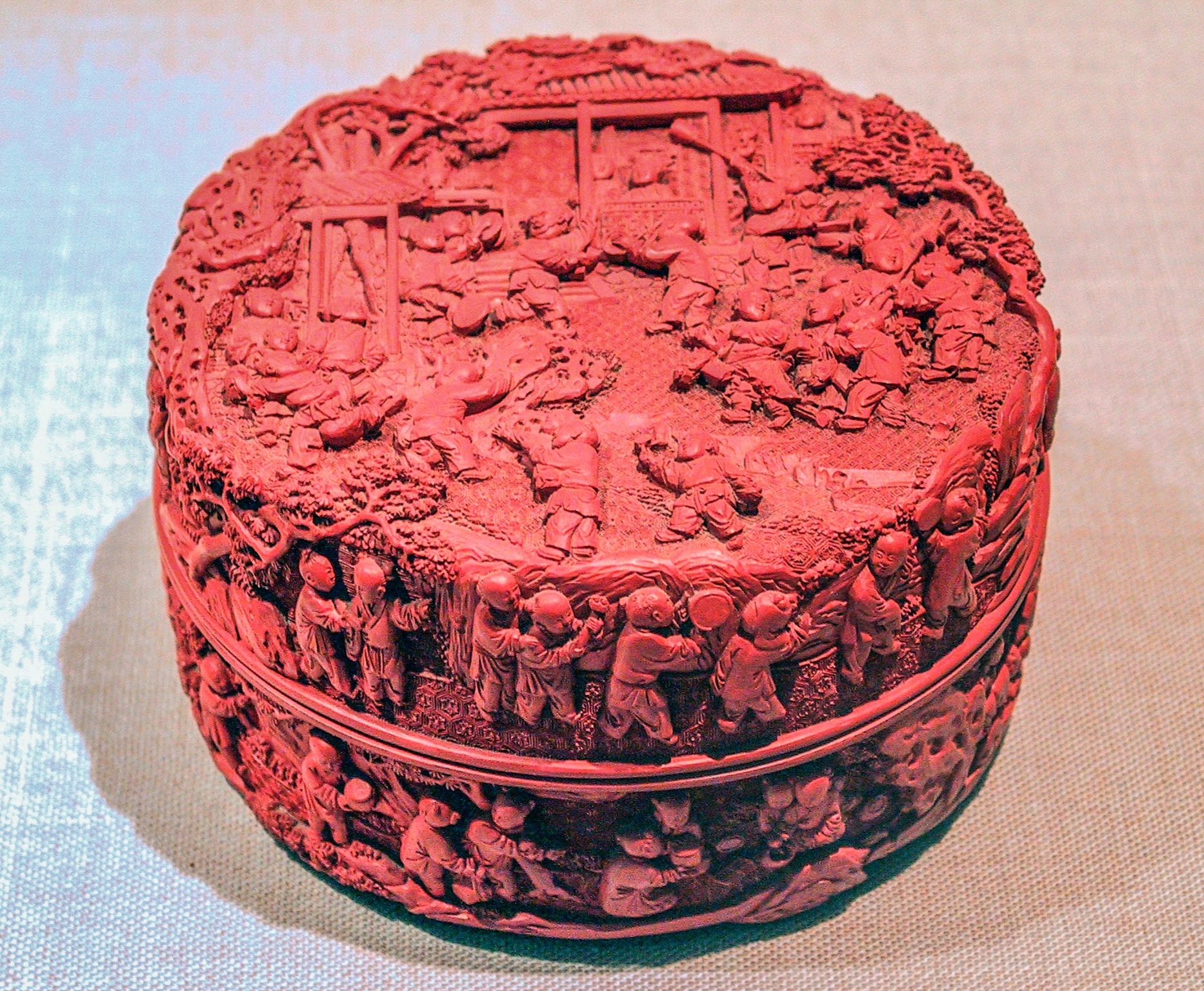
清代红漆盒
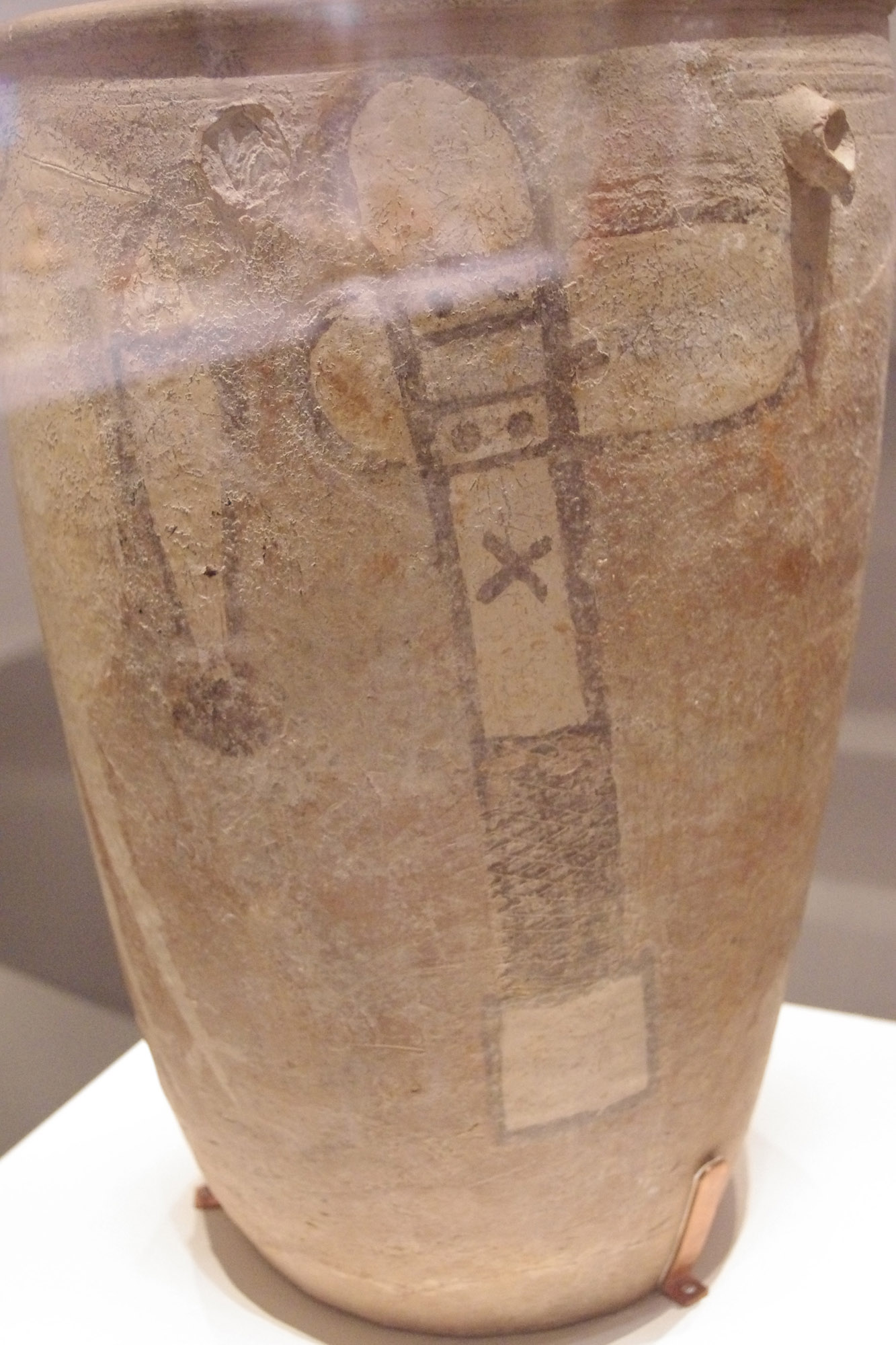
新石器时代仰韶文化遗物彩繪鸛魚石斧圖陶缸 禁止出国（境）展览文物
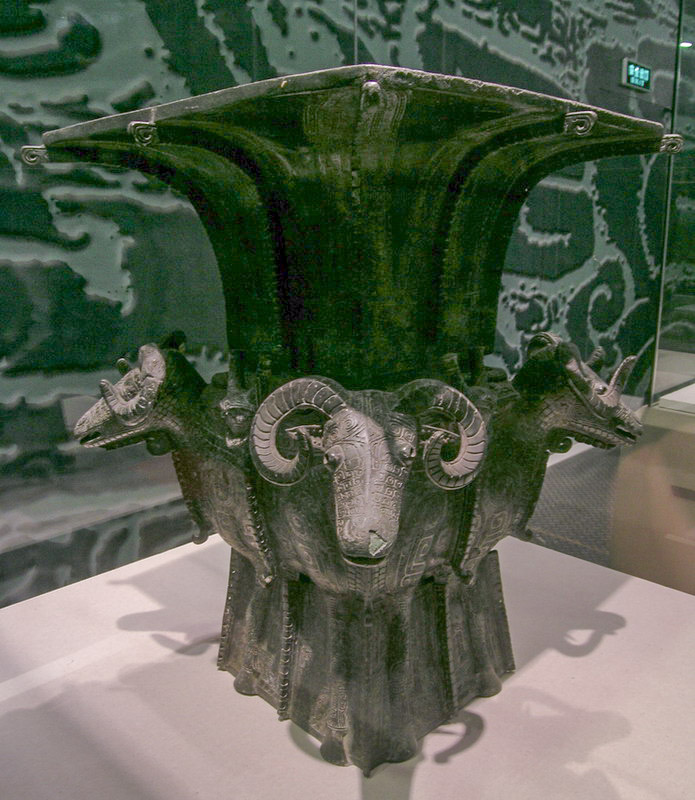
商代最大青铜器四羊方尊 禁止出国（境）展览文物
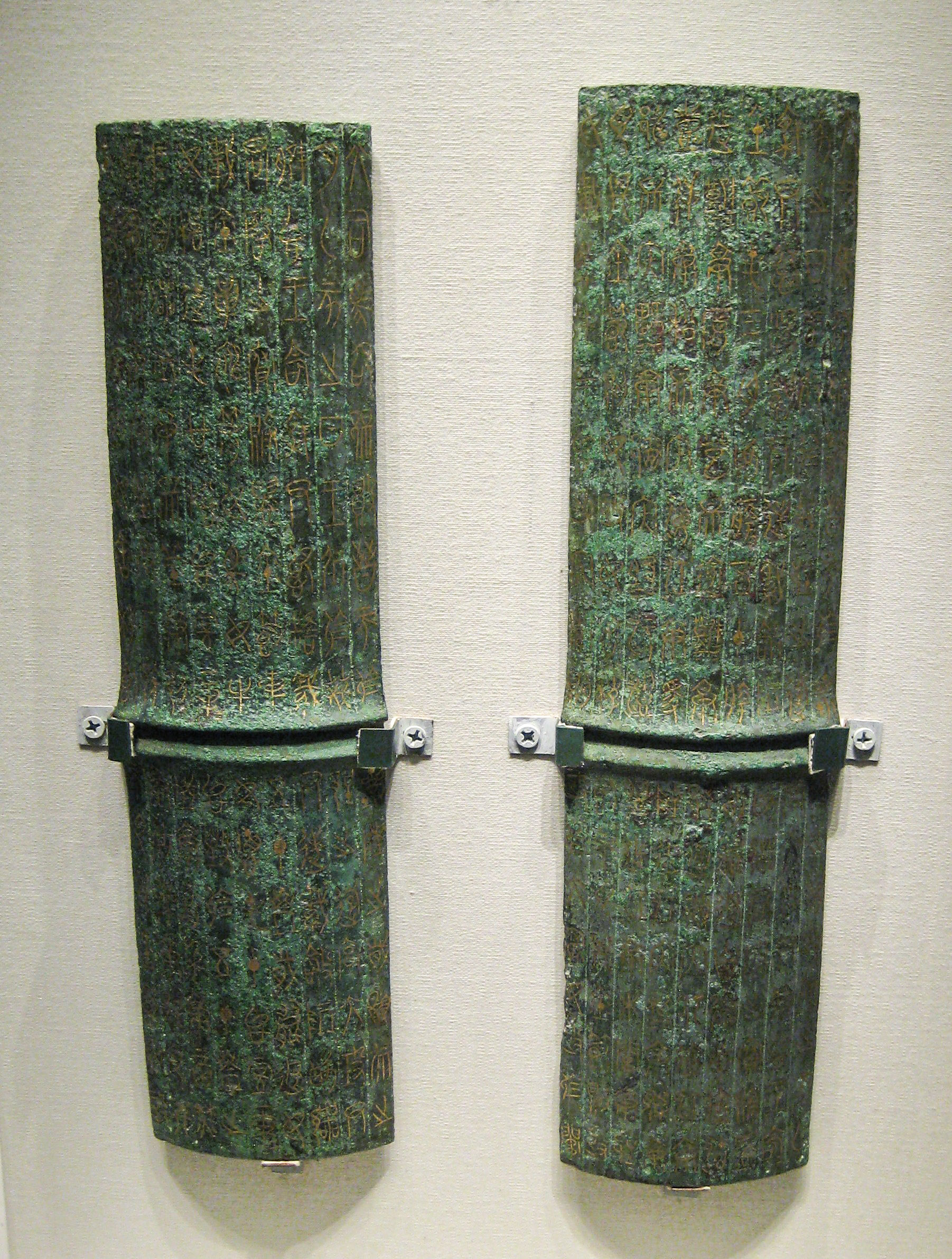
戰國時期楚国鄂君啟節
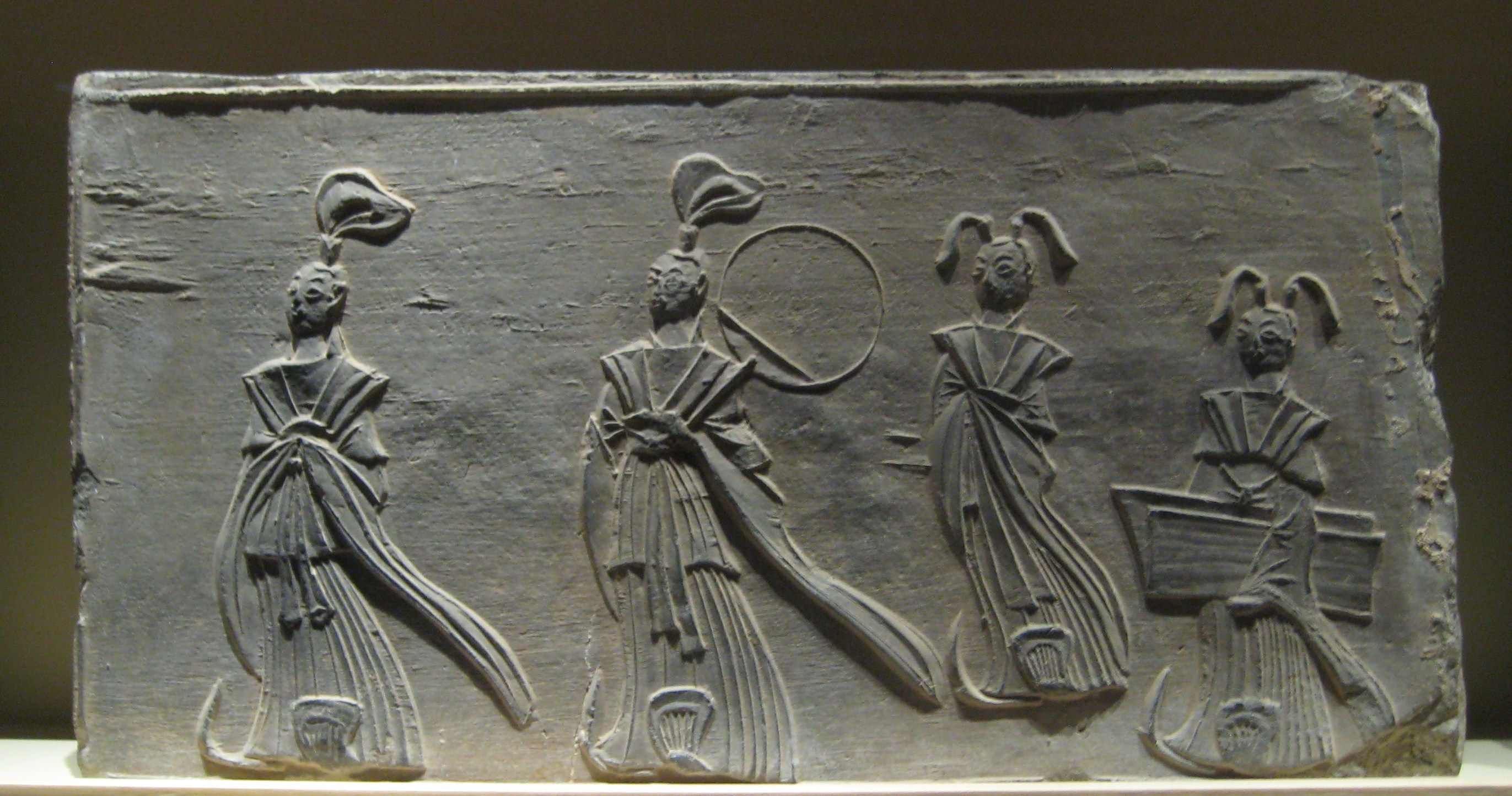
南朝刘宋时期邓州南朝彩色画像砖
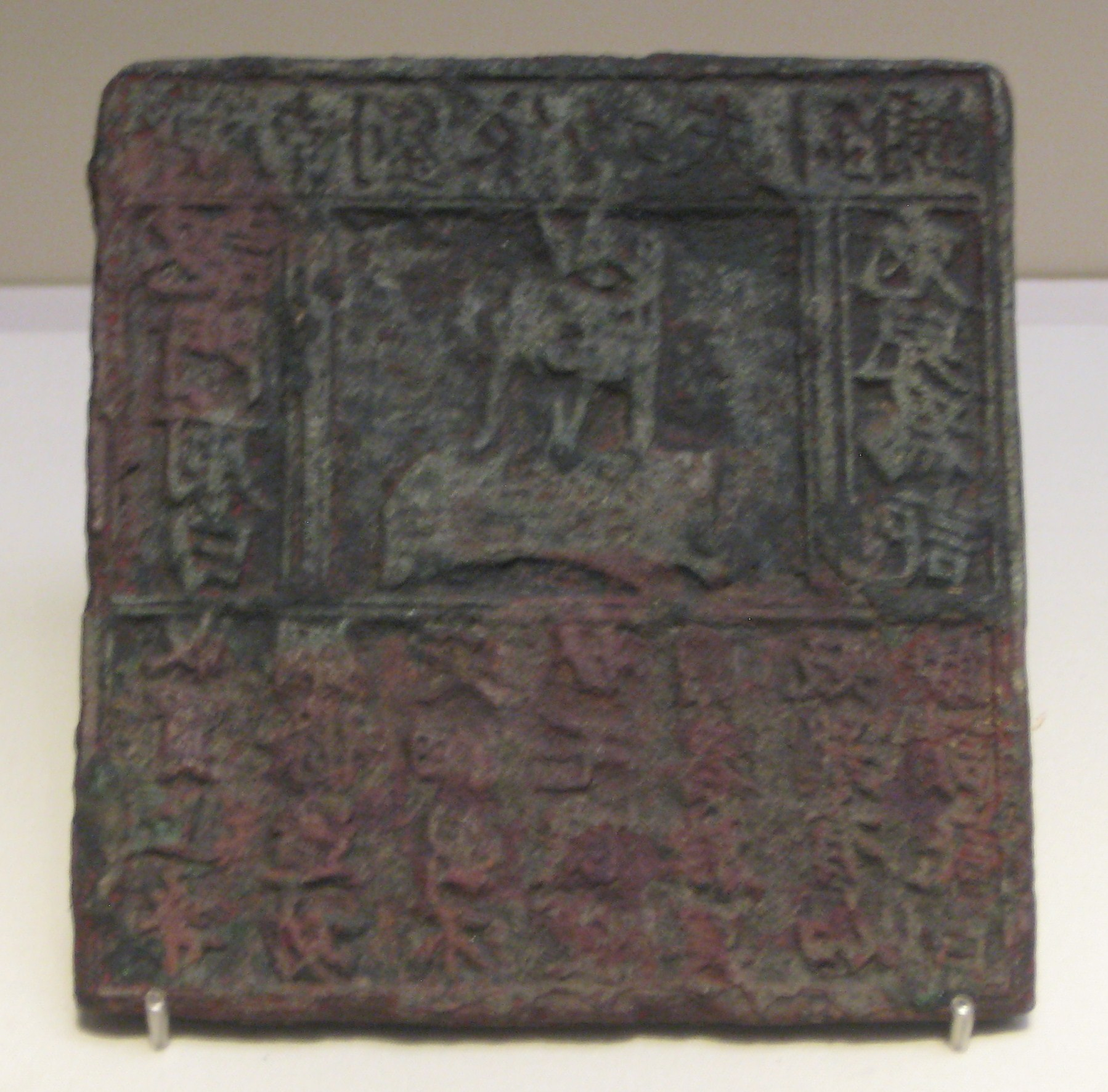
宋朝济南刘家功夫针铺铜版，现存最早的广告印刷器具
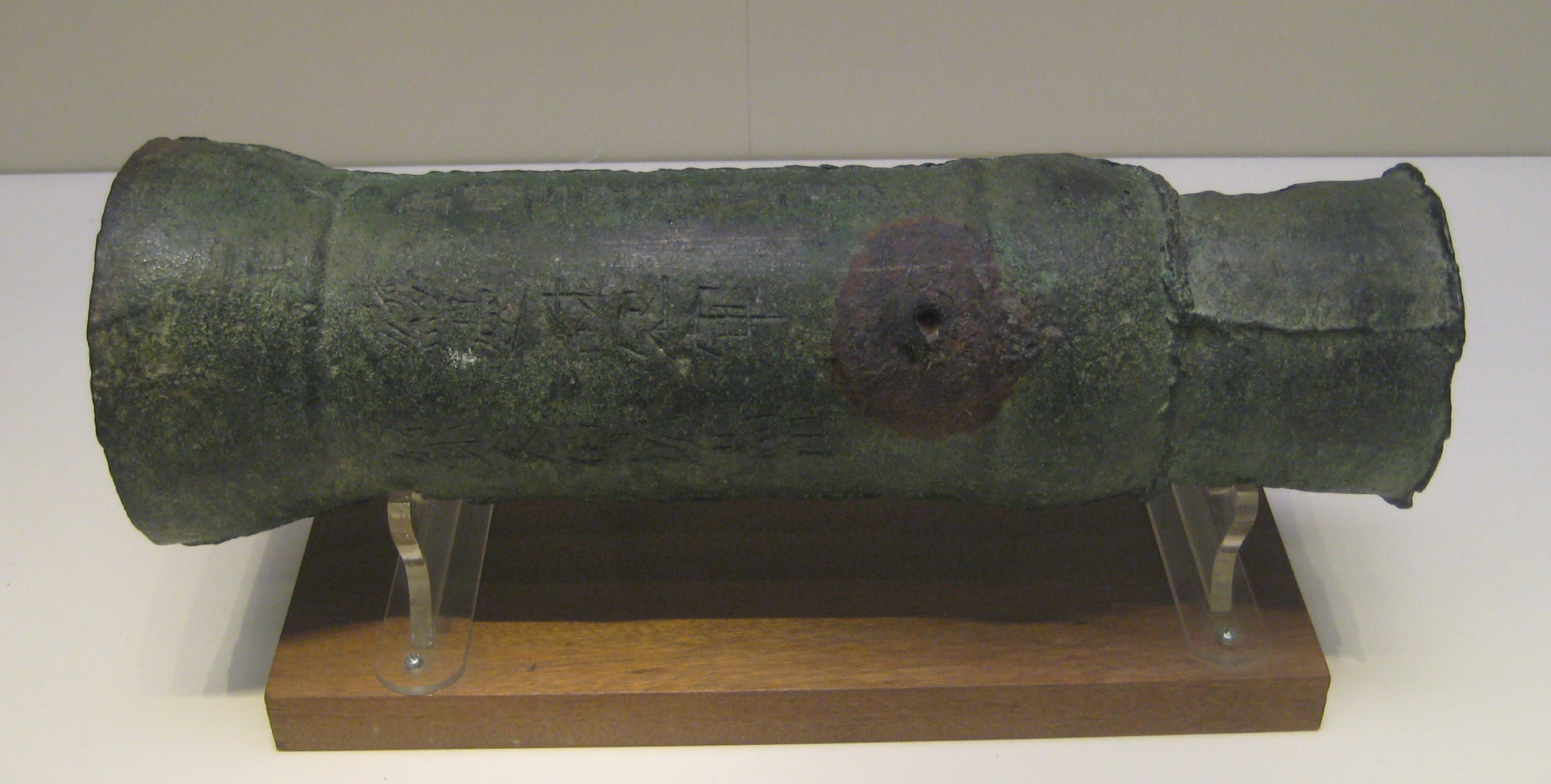
元代青銅火炮，外壁有「至順三年二月十四日」（1332年）字樣，是現存有紀年可考的最早的火炮
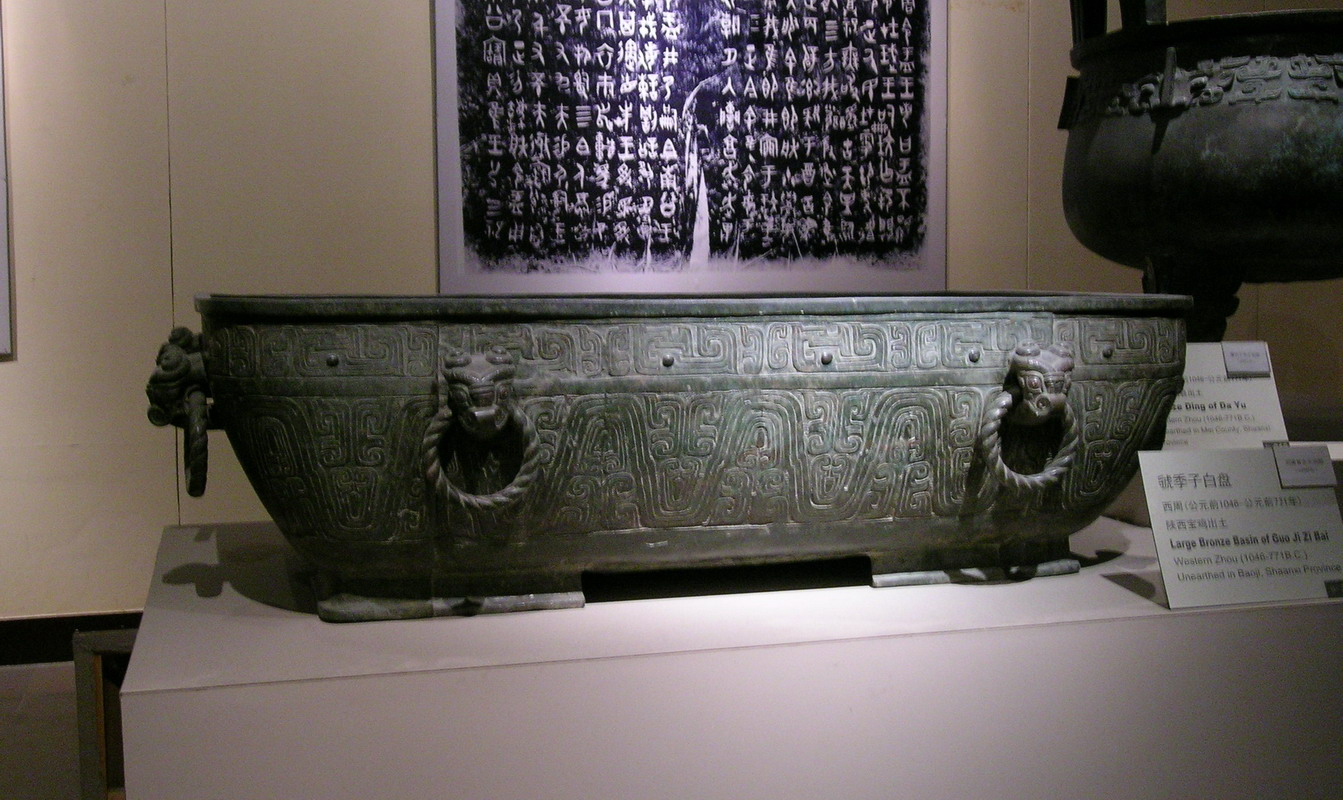
虢季子白盘
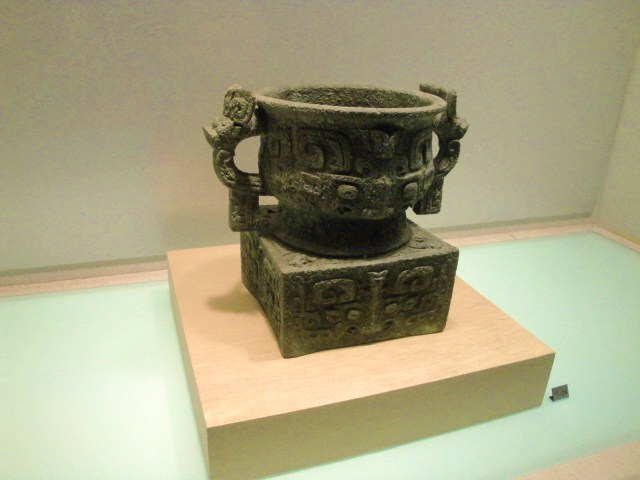
利簋, 現存最早的西周青銅器, 记录牧野之战的唯一铭文证据
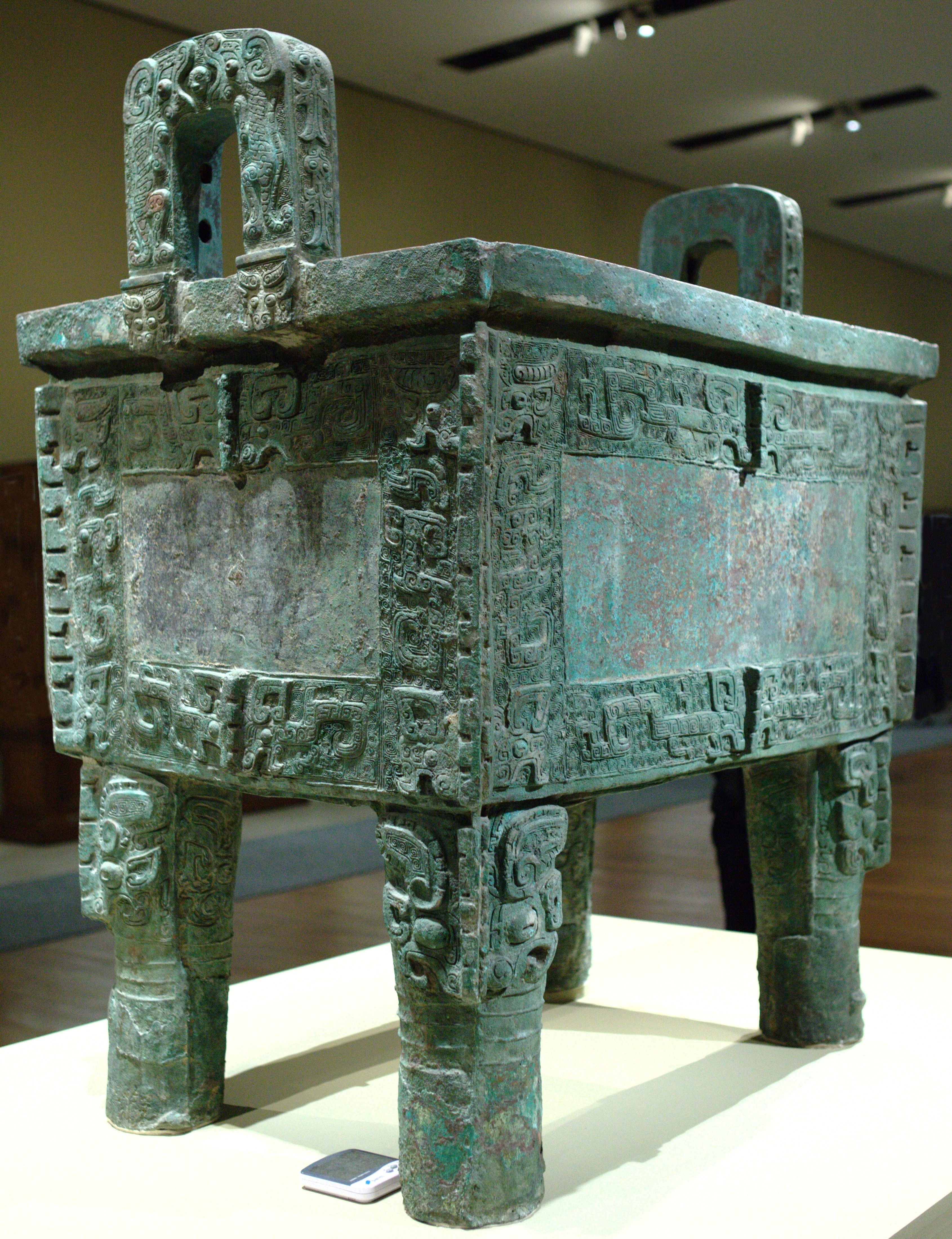
后母戊鼎 禁止出国（境）展览文物, 目前已发现的最大、最重的青銅容器
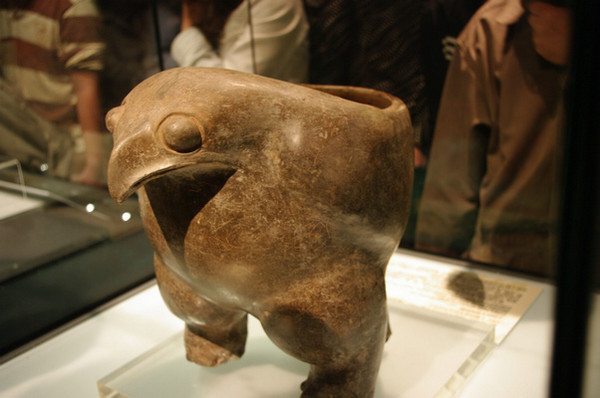
陶鹰鼎 禁止出国（境）展览文物
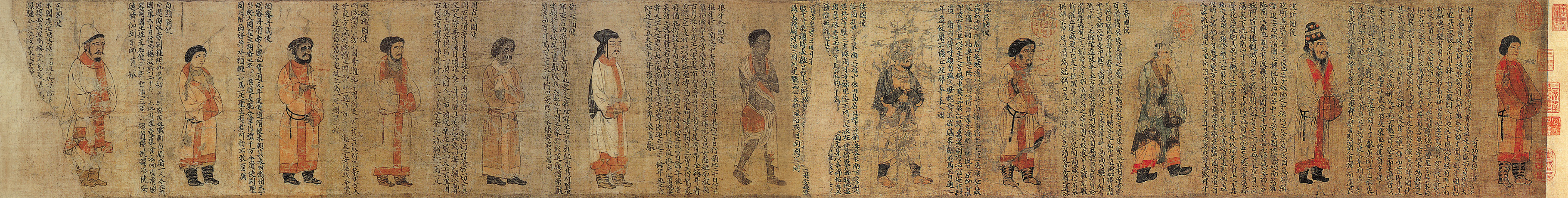
梁元帝萧绎《职贡图》卷北宋摹本，现存最早的职贡图

## 外部連結
- 官方网站
- 中国国家博物馆的新浪微博